# Irsko
Irsko (irsky  Éire, anglicky Ireland, také irsky Poblacht na hÉireann a anglicky Republic of Ireland, Irská republika) je stát v severozápadní Evropě, zaujímající zhruba pět šestin povrchu stejnojmenného ostrova. Suverénní stát má jedinou pozemní hranici se Severním Irskem, které je součástí Spojeného království. Jinak je obklopeno Atlantským oceánem, na jihu Keltským mořem, na jihovýchodě Svatojiřským průlivem a na východě Irským mořem. Nížinné centrální roviny jsou obklopeny pobřežními horami a země má mírné oceánské podnebí. Irsko se dělí na 26 hrabství, na ploše asi 70 000 km² žije 5,4 milionu obyvatel. Jeho hlavním a největším městem je Dublin, mezi další velká města patří Cork, Limerick, Galway a Waterford. Tři čtvrtiny obyvatel jsou Irové, největšími  menšinami jsou Poláci a Britové, oficiálními jazyky je irština a angličtina. Tři čtvrtiny populace se hlásí ke křesťanství. 
Irský svobodný stát se statusem dominia vznikl v roce 1922 na základě anglo-irské dohody. V roce 1937 byla přijata nová ústava, v níž byl stát pojmenován „Irsko“ a fakticky se stal republikou s voleným prezidentem bez výkonné moci. Oficiálně byla republika vyhlášena v roce 1949. Irsko v té době bylo jedním z nejchudších států západní Evropy a mělo vysokou míru emigrace. V roce 1955 se Irsko stalo členem Organizace spojených národů. V roce 1973 vstoupilo do Evropských společenství, předchůdce Evropské unie. Po většinu 20. století stát neměl žádné formální vztahy se Severním Irskem, ale v 80. a 90. letech 20. století britská a irská vláda spolupracovaly se severoirskými stranami na řešení konfliktu, který se stal známým jako Trable. Od podpisu Velkopáteční dohody v roce 1998 spolupracují irská a severoirská vláda v řadě oblastí politiky v rámci Rady ministrů Severu a Jihu, která byla touto dohodou vytvořena. Po vstupu do Evropských společenství vláda země zavedla řadu liberálních hospodářských politik (např. výrazné snížení daní ve srovnání s ostatními zeměmi EU), které pomohly zvýšit hospodářský růst v letech 1995-2007, tedy v období, které se dnes často označuje jako období keltského tygra. Poté následovala recese a zvrat v růstu během celosvětové finanční krize, kterou ještě zhoršilo splasknutí irské realitní bubliny. Velká recese trvala do roku 2014 a po ní nastalo nové období silného hospodářského růstu.
Irsko je unitární parlamentní republikou s prezidentem jako ceremoniální hlavou státu, zákonodárným orgánem je dvoukomorový Oireachtas. Je rozvinutou zemí s velmi vyspělou ekonomikou, má třetí nejvyšší hrubý domácí produkt dle parity kupní síly na obyvatele na světě. V Dublinu se nachází jedno z hlavních evropských finančních center. Podle indexu lidského rozvoje se umístilo na sedmém místě na světě. Vysoko se umístilo také v oblasti zdravotní péče, ekonomické svobody a svobody tisku. Podle světového indexu míru bylo Irsko v roce 2024 druhou nejmírumilovnější zemí na světě. Je členem Evropské unie (EU), eurozóny  a zakládajícím členem Rady Evropy a Organizace pro hospodářskou spolupráci a rozvoj. Kvůli své vojenské neutralitě není členem Severoatlantické aliance, ale podílí se na spolupráci prostřednictvím Partnerství pro mír a účastní se Společné bezpečnostní a obranné politiky EU. Není také plnoprávným členem schengenského prostoru.

## Etymologie
Původ označení Éire a tím pádem i Ireland je značně nejasný. Výklady původu názvu starými irskými legendami však jsou pro etymologický výzkum takřka bezcenné. Navzdory nejasnostem je nade všechny pochybnosti, že se jedná o název velmi starobylý. Již v geografických zdrojích starověkého Řecka z 5. století př. n. l., se objevuje název Ierne. Ptolemaiova mapa světa přibližně z roku 150 n. l. má pro Irsko označení Iouernia, kterýžto název byl do latiny transliterován jako Iuverna. V Caesarově díle se pak už nachází název Hibernia, jenž pravděpodobně vznikl kontaminací původního označení a latinského slova hibernus, který znamená česky chladný, zimní. V rané irské literatuře se pak objevuje staroirský termín Ériu, ze kterého se vyvinul již zmíněný současný název Éire. Z tohoto základu se přidáním germánské koncovky -land, charakteristické pro pojmenování země, vytvořil současný anglický název Ireland. V jazycích příbuzných irštině, velštině a bretonštině se používaly pro označení Irska tvary Ywerddon, Iwerdon a Iverdon, vycházející z protokeltského *ɸīwerjō. V současné době se pak jedná o tvar velšský Iwerddon a bretonský Iwerzhon; dále také kornsky Iwerdhon.
V irské mytologii byl Ériu jedním z božských eponymů pro Irsko, společně s eponymy Banba a Fódla.

## Dějiny

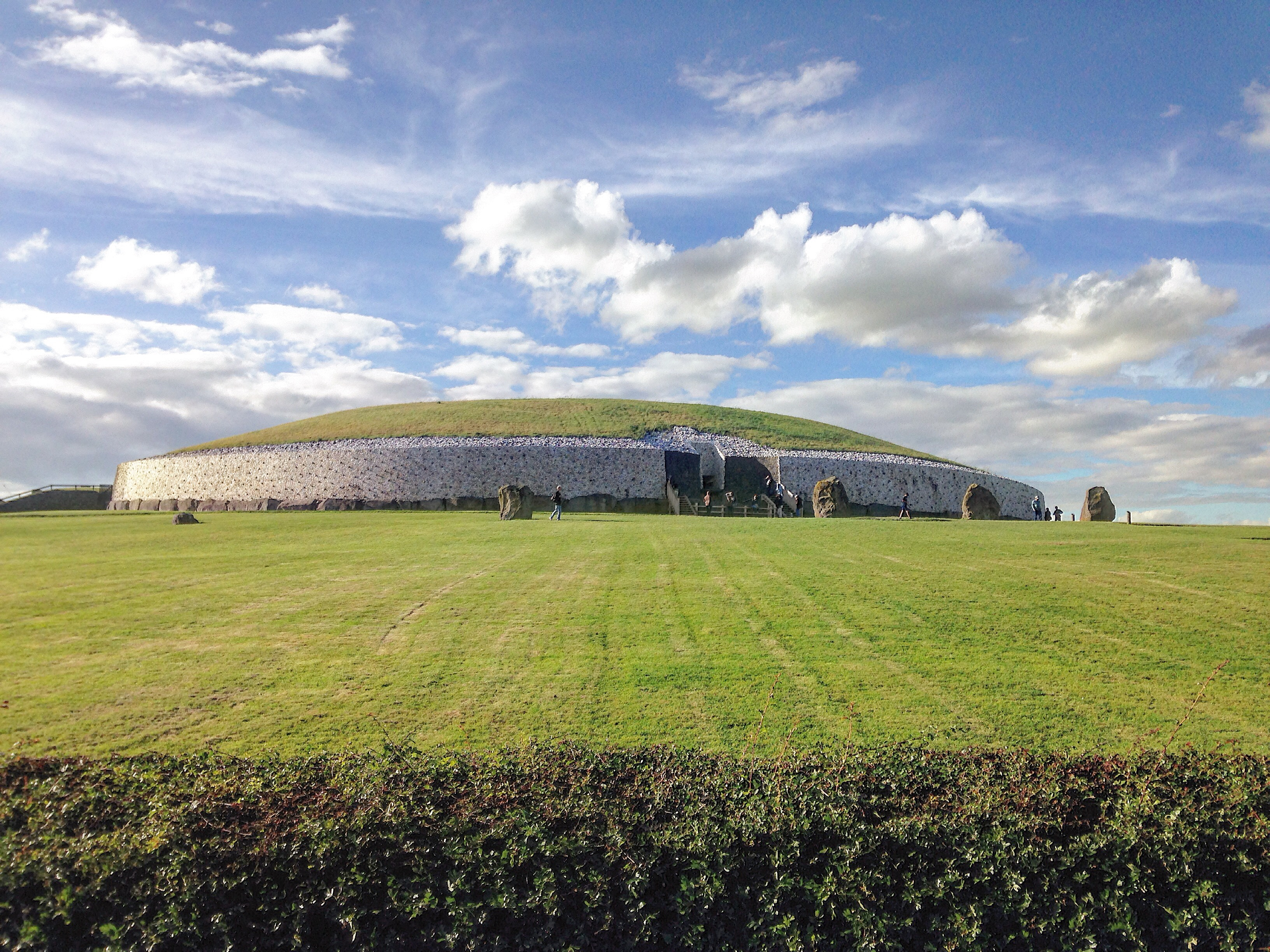
Newgrange

Nejstarší doklady přítomnosti mezolitických lovců a sběračů v severovýchodní části ostrova pocházejí ze 6. tisíciletí př. n. l. Na sklonku 5. tisíciletí př. n. l. se do Irska rozšířilo zemědělství. Neolitičtí zemědělci po sobě zanechali působivé megalitické mohyly, jako například Newgrange v hrabství Meath (okolo 3200 př. n. l.). Kolem roku 2500 př. n. l. počíná v Irsku doba bronzová. Zejména na jihozápadě země se na mnoha místech našly pozůstatky těžby mědi. V době železné do Irska přišli Keltové.

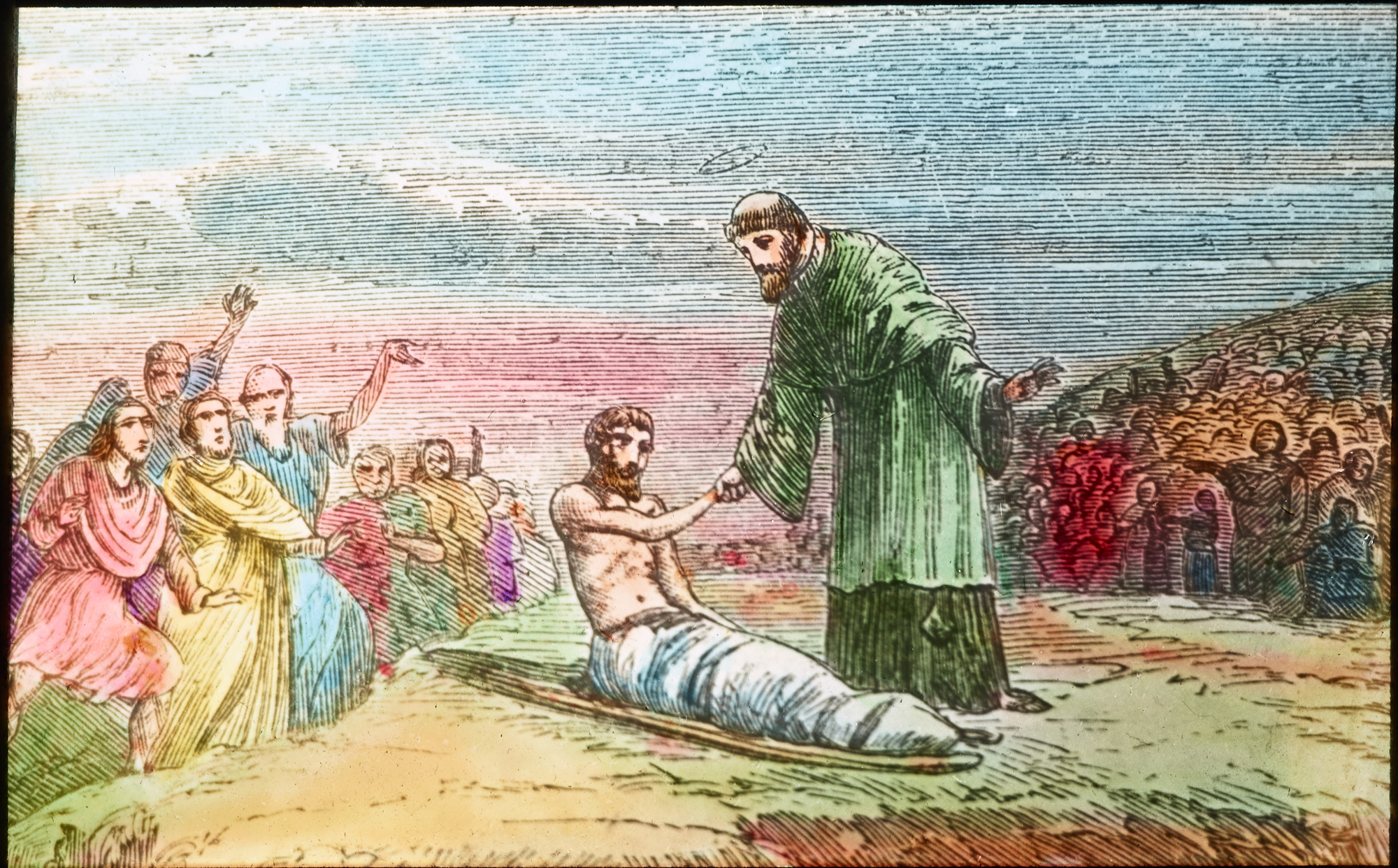
Svatý Patrik

Již velmi brzy, v 5. století, do Irska proniklo křesťanství. Rozhodující úloha v pokojné christianizaci Irska je připisována svatému Patrikovi, prvnímu irskému biskupovi, který v zemi působil po roce 431. Irsko se v 7. a 8. století stalo významným centrem latinské vzdělanosti a řada Irů působila v Anglii, ve Skotsku i na kontinentě jako misionáři (viz Iroskotská misie). K nejznámějším těmto misionářům patřil sv. Kolumba, sv. Kolumbán či sv. Havel.
Od roku 795 začali do Irska podnikat nájezdy Vikingové, kteří drancovali a odváželi vše cenné do své domoviny. Většina dodnes dochovaných zlatých irských ozdob pochází z vykopávek vikingských hrobů v Norsku. Vikingové založili na irském pobřeží řadu osad, z nichž se vyvinula významná města (Dublin, Wexford, Waterford, Cork, Limerick). Roku 1014 irský velekrál Brian Bóruma dokázal rozhodným způsobem Vikingy porazit, ale sjednotitelem ostrova se nestal, neboť v rozhodující bitvě u Clontarfu padl. Irsko bylo rozdrobeno na malá, vzájemně bojující království, až do 12. století.

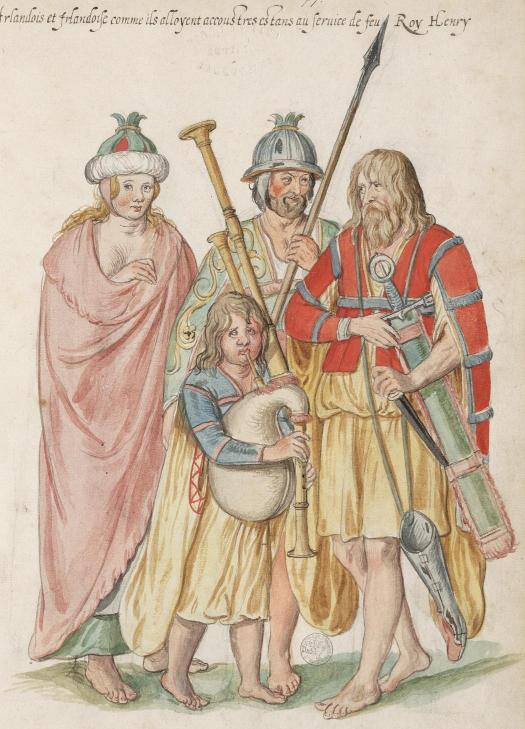
Irští Gaelové v 16. století

Roku 1166 vládce východoirského státečku Leinster, král Diarmait Mac Murchada, požádal o pomoc v jednom z lokálních bojů anglického krále Jindřicha II. Ten vyslal vojsko vedené normanským družiníkem Richardem de Clare, který rychle vojensky uspěl a oženil se s Diarmaitovou dcerou. Po Dairmaitově smrti Jindřich II. usoudil, že má od toho momentu na Irsko nárok a udělil ho jako léno svému nejmladšímu synovi, pozdějšímu králi Janu Bezzemkovi. Od té doby bylo Irsko jako takzvané Panství Irské (Lordship of Ireland) pod svrchovaností anglických králů.
Do Irska začali proudit přistěhovalci z Anglie a Skotska, ale většinou přijímali irský jazyk a zvyky. Anglizace se omezila jen na Dublin a okolí, a to přesto, že Angličané tzv. Kilkennyskými výnosy (The Statutes of Kilkenny) z roku 1366 zakázali tradiční irské oděvy, irštinu i smíšená manželství, na což ihned reagovalo první z řady protianglických povstání.

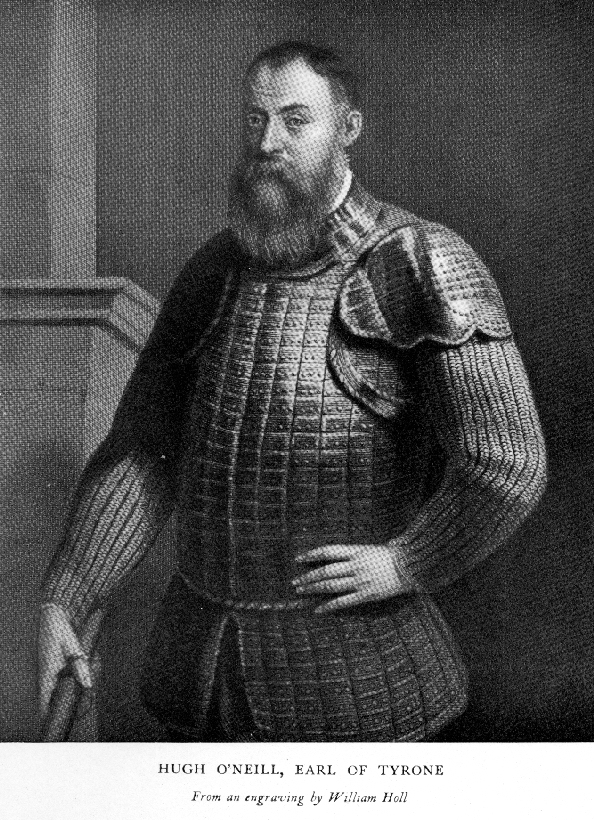
Hugh O'Neill

Napětí mezi Angličany a Iry vzrostlo, když v 16. století přibyl spor náboženský - Jindřich VIII. vypověděl poslušnost Římu a postavil se do čela národní, anglikánské církve. To však nenašlo v Irsku většinový ohlas. Byla sice po anglickém vzoru ustavena státní církev (Church of Ireland), naprostá většina Irů však setrvala u římskokatolického vyznání. Angličtí panovníci, kteří se obávali, že jejich nepřátelé (zejména Španělsko) využijí Irska jako pátou kolonu, zesílili snahy o podmanění země. Proti oklešťování svých starých práv povstala v 90. letech 16. století ulsterská šlechta pod vedením Hugha O'Neilla, hraběte z Tyrone. Na pomoc přišli Španělé, ale roku 1601 byli povstalci u Kinsale poraženi. Roku 1607 šlechtická opozice odešla do exilu, což byla pro Irsko tvrdá rána. Ztratilo velkou část své elity a na zkonfiskovanou půdu anglická vláda systematicky usazovala protestantské kolonisty z Anglie a Skotska, čímž se společnost rozštěpila.
Roku 1641 vypuklo v Ulsteru další povstání, proti anglickému revolučnímu parlamentu. Povstalci vytvořili tzv. Irskou katolickou konfederaci se sídlem v Kilkenny. Roku 1649 se v Irsku vylodil Oliver Cromwell a během tří let Konfederaci rozdrtil. Krutost a masakry Cromwellových vojáků zanechaly hluboké stopy v irské kolektivní paměti a folklóru. Katolická šlechta po povstání přišla o svá panství, která připadla protestantům. Nedocházelo však již ke kolonizaci. Po obnově monarchie za Karla II. sice proběhly některé restituce, ale z politických důvodů Karel většinu půdy novým protestantským majitelům ponechal.

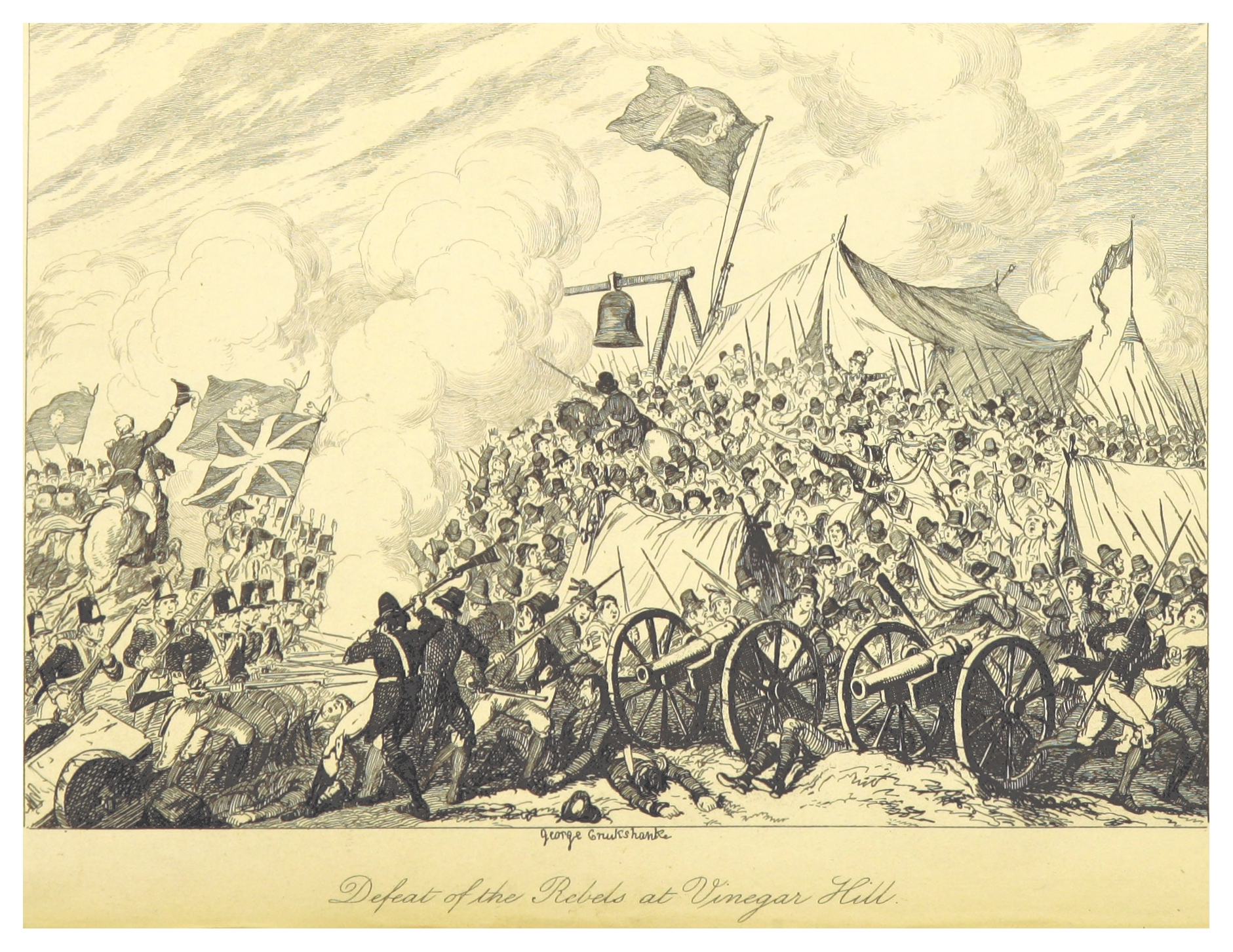
Irské povstání z roku 1798

Další tvrdá rána dopadla na irské katolíky roku 1689, kdy se poslední irští šlechtici postavili ve „válce dvou králů“ za svrženého katolického krále Anglie Jakuba II. v boji s jeho synovcem a zetěm, protestantem Vilémem III. Oranžským. Prohráli a roku 1691 následovala další emigrační vlna (zvaná někdy „odlet divokých hus“). Roku 1695 byli katolíci v Irsku zbaveni všech politických a některých majetkových práv. Nesměli volit ani být voleni do parlamentu, nebo zastávat vyšší posty v armádě. 75 % irského obyvatelstva se tak ocitlo v postavení nižší kasty. Výsledkem bylo irské povstání z roku 1798, vyvolané organizací Society of United Irishmen, jež byla vedena zejména Wolfem Tonem. Bylo tvrdě potlačeno. Britové Irsku odňali poslední zbytky autonomie a přinutili irský parlament v roce 1800 přijmout zákon o připojení k Británii (Zákony o unii z roku 1800) a rozpustit se. 1. ledna 1801 tak vznikl stát Spojené království Velké Británie a Irska. Irové ztratili definitivně samostatnost, na příštích 122 let. Národní katastrofa byla dovršena v letech 1845 – 1851, kdy bez jakéhokoli zájmu londýnských úřadů Velký irský hladomor zahubil, nebo vyhnal do emigrace polovinu irského obyvatelstva. Počet obyvatel se během pár let snížil z 8 na 4,4 milionu. Výsledkem byl irský nacionalismus a hnutí feniánů, které se leckdy uchylovalo i k terorismu.

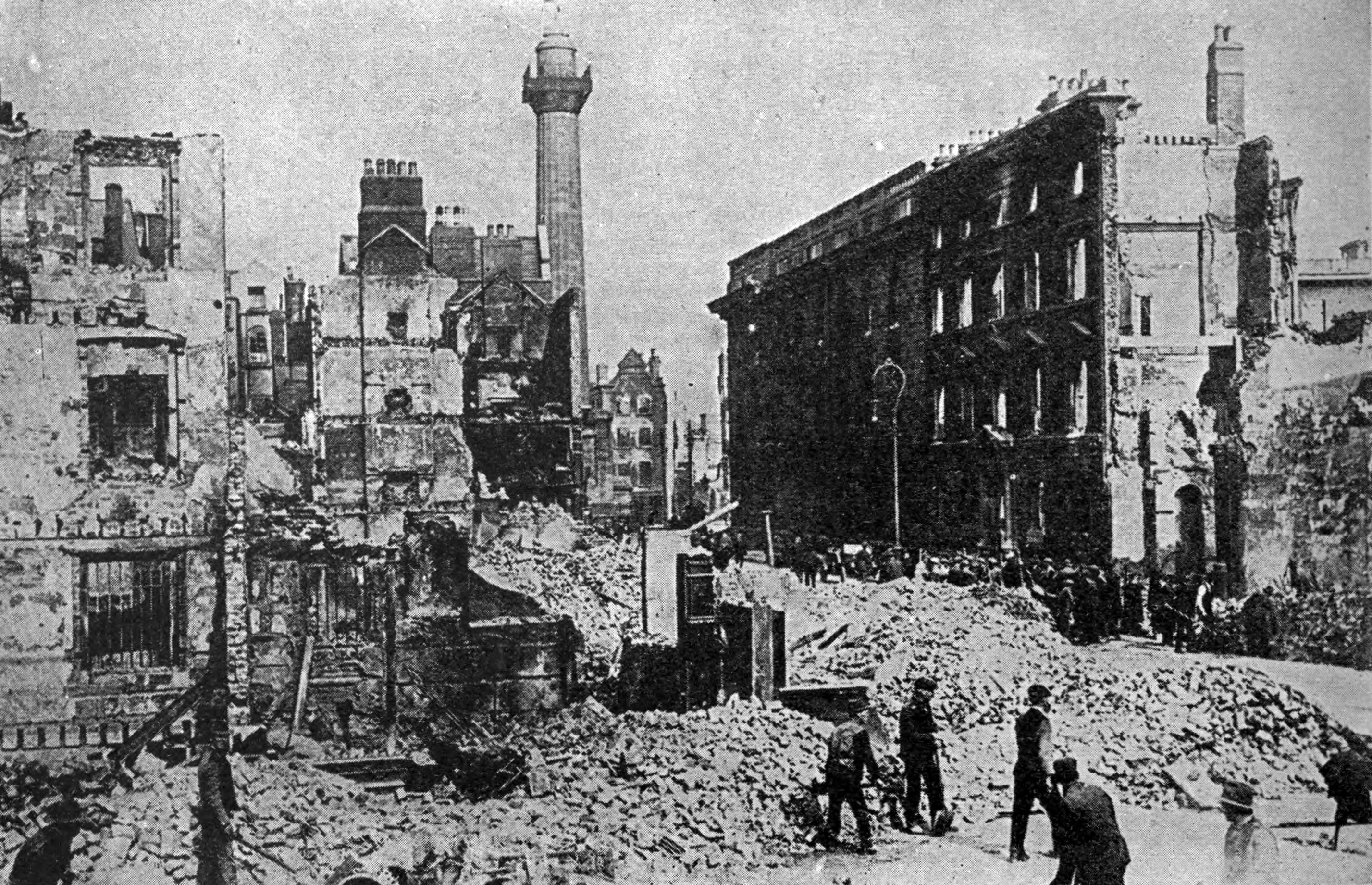
Ulice Dublinu po Velikonočním povstání

O velikonočním týdnu v roce 1916 vypuklo v Irsku republikánské povstání, tzv. velikonoční. Povstání bylo organizováno Irským republikánským bratrstvem (Irish Republican Brotherhood) a trvalo od 24. dubna do 30. dubna. Členové organizace Irští dobrovolníci (Irish Volunteers), kteří byli vedeni učitelem a advokátem Patrickem Pearsem a doplněni menší Irskou občanskou armádou (Irish Citizen Army) vedenou Jamesem Connollym, společně s 200 členy Ženské rady (Cumann na mBan) obsadili klíčové pozice v Dublinu a vyhlásili republiku a nezávislost na Británii. Povstání bylo potlačeno po šesti dnech bojů a jeho vůdci byli válečným soudem odsouzeni k smrti a popraveni.

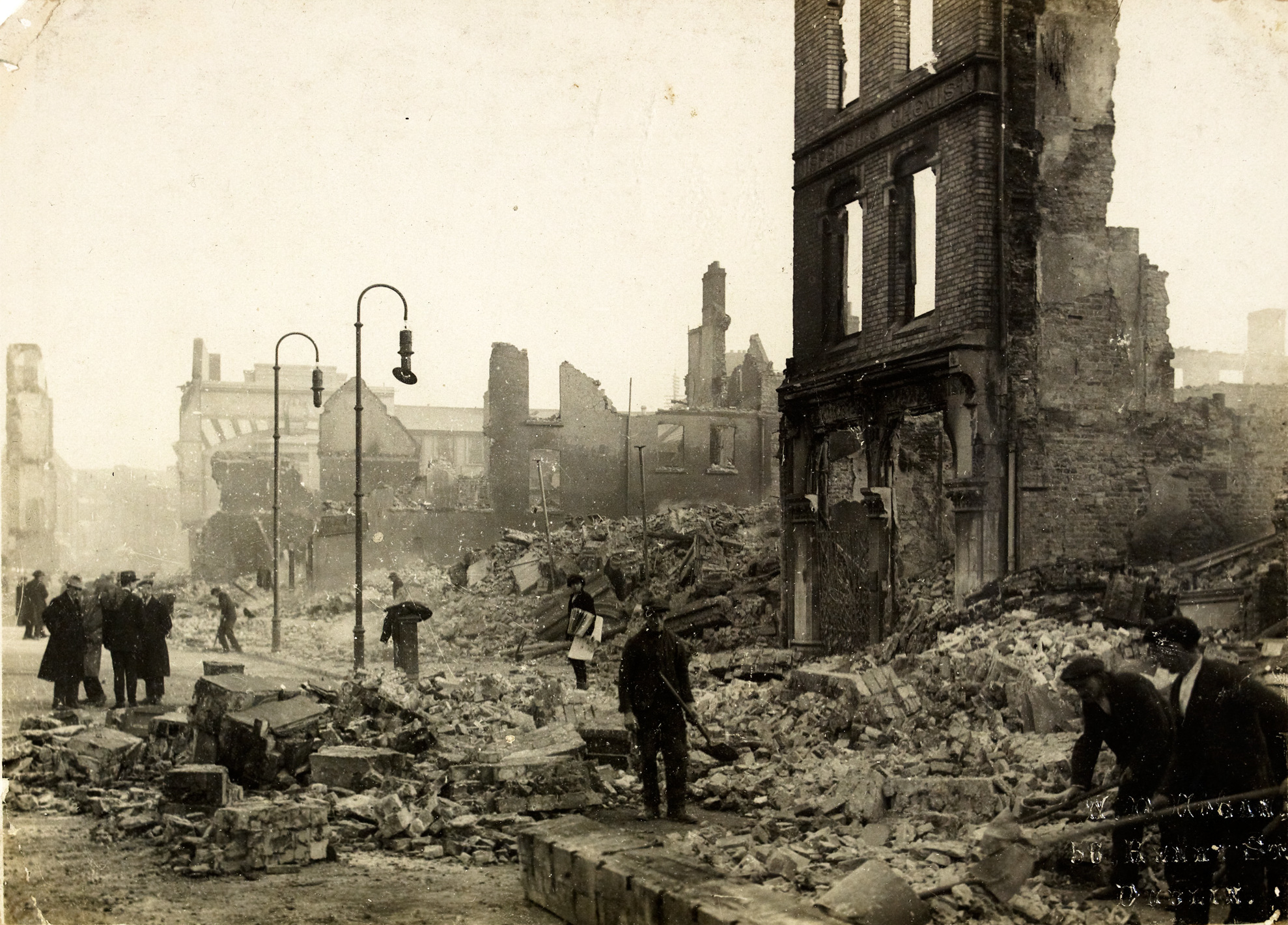
Irská válka za nezávislost: Cork po útoku Britů

V lednu 1919 členové Sinn Féin založili nezávislý parlament a vyhlásili Irskou republiku. Britská vláda odmítla akceptovat nově vyhlášený stát, což vedlo k irské válce za nezávislost. Irové zvítězili a 6. prosince 1921 celý Irský ostrov vystoupil ze Spojeného království Velké Británie a Irska a byl založen Irský svobodný stát. Nicméně hned další den se parlament Severního Irska, kde byli ve většině protestanti, podepsal pod angloirskou dohodu a připojil zpět severní část ostrova ke Spojenému království. Tato událost je známá jako rozdělení Irska. Irský svobodný stát zanikl v den, kdy bylo formálně založeno Irsko – tedy 29. prosince 1937.
Irsko zvolilo během druhé světové války neutralitu, ale západním spojencům nabídlo tajnou pomoc, zejména při potenciální obraně Severního Irska. Přes tuto neutralitu se ale k britským silám připojilo přibližně 50 000 irských dobrovolníků, tedy občanů nezávislého Irska.
Irsko si původně zachovalo personální unii s Británií a formálně stál v čele země britský monarcha. V roce 1949 však byla odstraněna i tato poslední vazba na Británii a nastoleno bylo republikánské zřízení. Název státu byl ovšem změněn na Irsko (Éire), nikoli „Irská republika“ (Poblacht na hÉireann). Tento název je plánován až po eventuálním připojení severních provincií, které se hlásí k Británii.

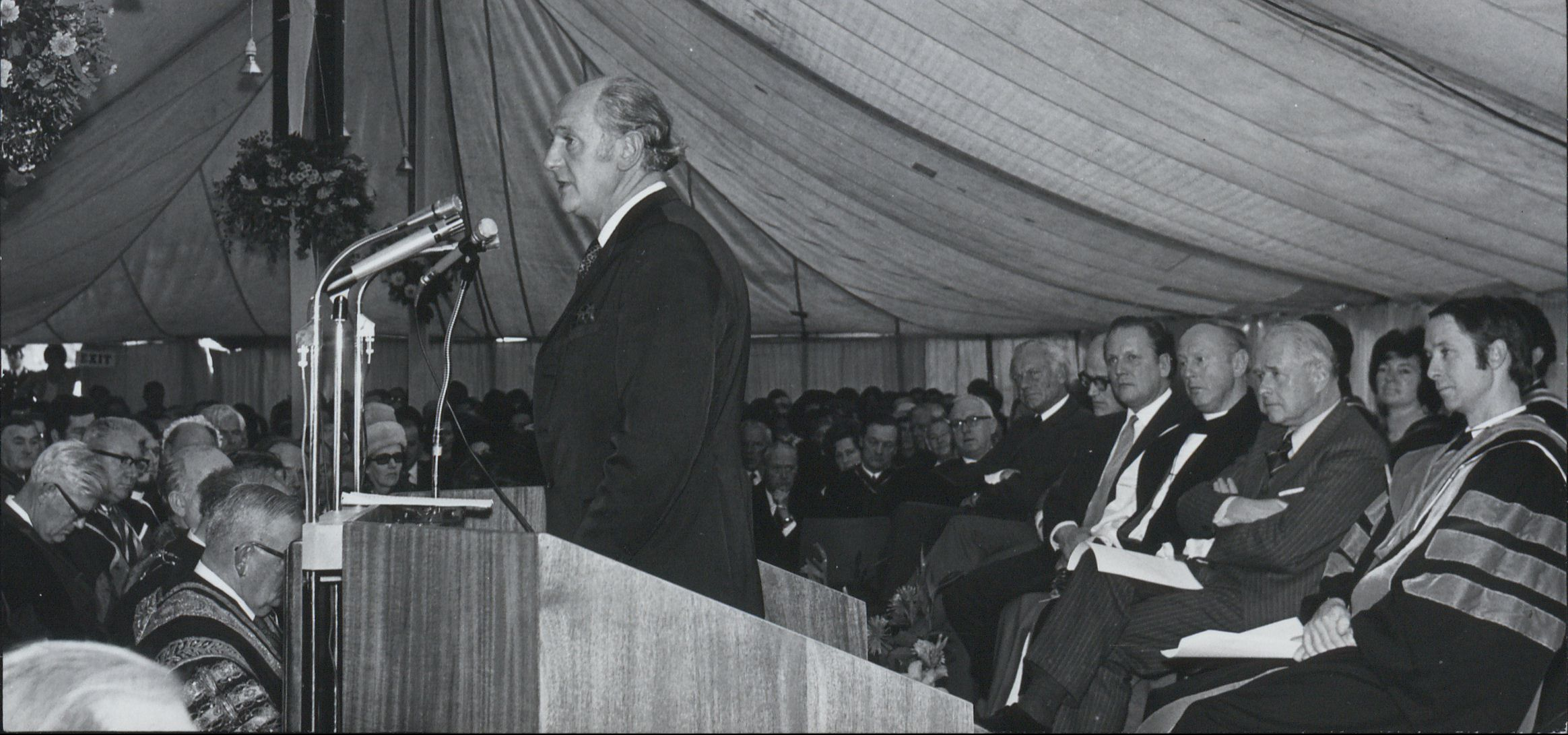
Premiér Jack Lynch přivedl Irsko do Evropského společenství

V roce 1973 se Irsko připojilo k Evropskému společenství (současné Evropské unii).
Od roku 1987 se irská ekonomika, v poválečných letech v trvalých problémech, začala náhle zotavovat a 90. léta 20. století znamenala začátek pozoruhodného ekonomického růstu. Začalo se hovořit o "irském ekonomickém zázraku" či "keltském tygrovi". Hrubý domácí produkt Irska rostl v letech 1995 až 1999 v průměru o 9,6% ročně. V roce 2000 se Irsko stalo šestou nejbohatší zemí na světě, pokud jde o HDP na obyvatele. O příčinách tohoto prudkého růstu ekonomové spekulují, ale v zásadě bylo Irsko 90. let dlouho vzorem úspěšné ekonomiky založené na nízkých daních a svobodě pro finanční podnikání. Významným faktorem patrně též bylo, že díky Evropské unii země získala lukrativní přístup na trhy, na které dříve dosáhla pouze prostřednictvím Spojeného království. Irsko také v 70. a 80. letech načerpalo z EU značné dotace. Finanční krize, která začala v roce 2008, však ukončila zlaté časy boomu. HDP klesl v roce 2008 o 3% a v roce 2009 o 7,1%. Hrozil dokonce státní bankrot. Těžce zasažená ekonomika se zvedla až po roce 2013. Ač již nedosahuje rekordního růstu jako v 90. letech, průměrný růst okolo pěti procent ročně je i tak jedním z nejvyšších v Evropě.

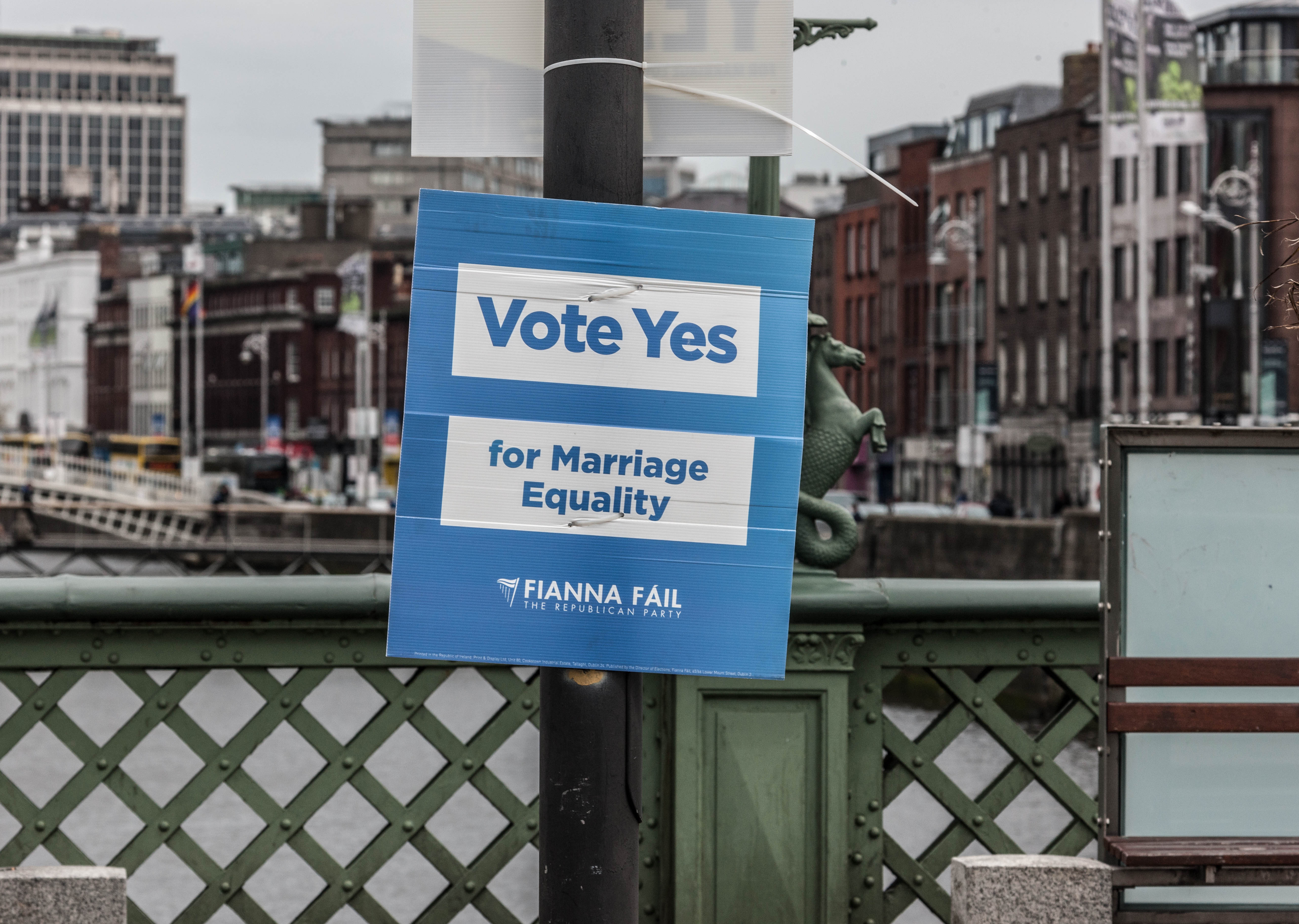
Výsledky referenda o sňatcích homosexuálů v roce 2015 naznačily, že proces sekularizace Irska postoupil

Rychlá modernizace přinesla též sekularizaci. Tradičně vysoká úroveň religiozity poklesla. Historik R. F. Foster označil tři příčiny tohoto trendu: vzestup irského feminismu, převážně "dovezeného z Ameriky", s liberálními postoji k antikoncepci, potratům a rozvodu. Zadruhé, pedofilní skandály církve a reakce biskupů na ně. Za třetí, prosperita přinesla konzumerismus, který podkopal ideál "svaté chudoby". Jeho analýzu potvrdilo referendum z roku 2015, v němž 63 % Irů podpořilo stejnopohlavní manželství, či referendum v roce 2018, v němž se Irové, k překvapení mnohých Evropanů, vyslovili většinou 66 procent pro zrušení zákazu potratů.
Po celou dobu existence nezávislého Irska zůstala ožehavou otázka Severního Irska. Pocítila to i celá Evropa během brexitu (odchodu Británie z EU), kdy právě severoirská otázka dlouho blokovala dohodu o nalezení nových pravidel vztahu Británie a EU. Odchod Britů z unie otevřel po mnohých letech i v Severním Irsku diskuse o možném připojení k Irsku.

## Státní symboly

### Vlajka
Irská vlajka je tvořena listem o poměru stran 1:2 s třemi svislými pruhy v barvě zelené, bílé a oranžové.

### Znak
Irský státní znak je tvořen modrým  štítem se zlatou, pozdně středověkou, keltskou harfou se stříbrnými strunami.

### Hymna
Irská hymna je píseň Amhrán na bhFiann (anglicky The Soldier's Song, česky Píseň vojáka). Slova napsal Peadar Kearney, který spolu s Patrickem Heeneyem složil i hudbu. Původní text z angličtiny do irštiny přeložil Liam Ó Rinn.

## Geografie

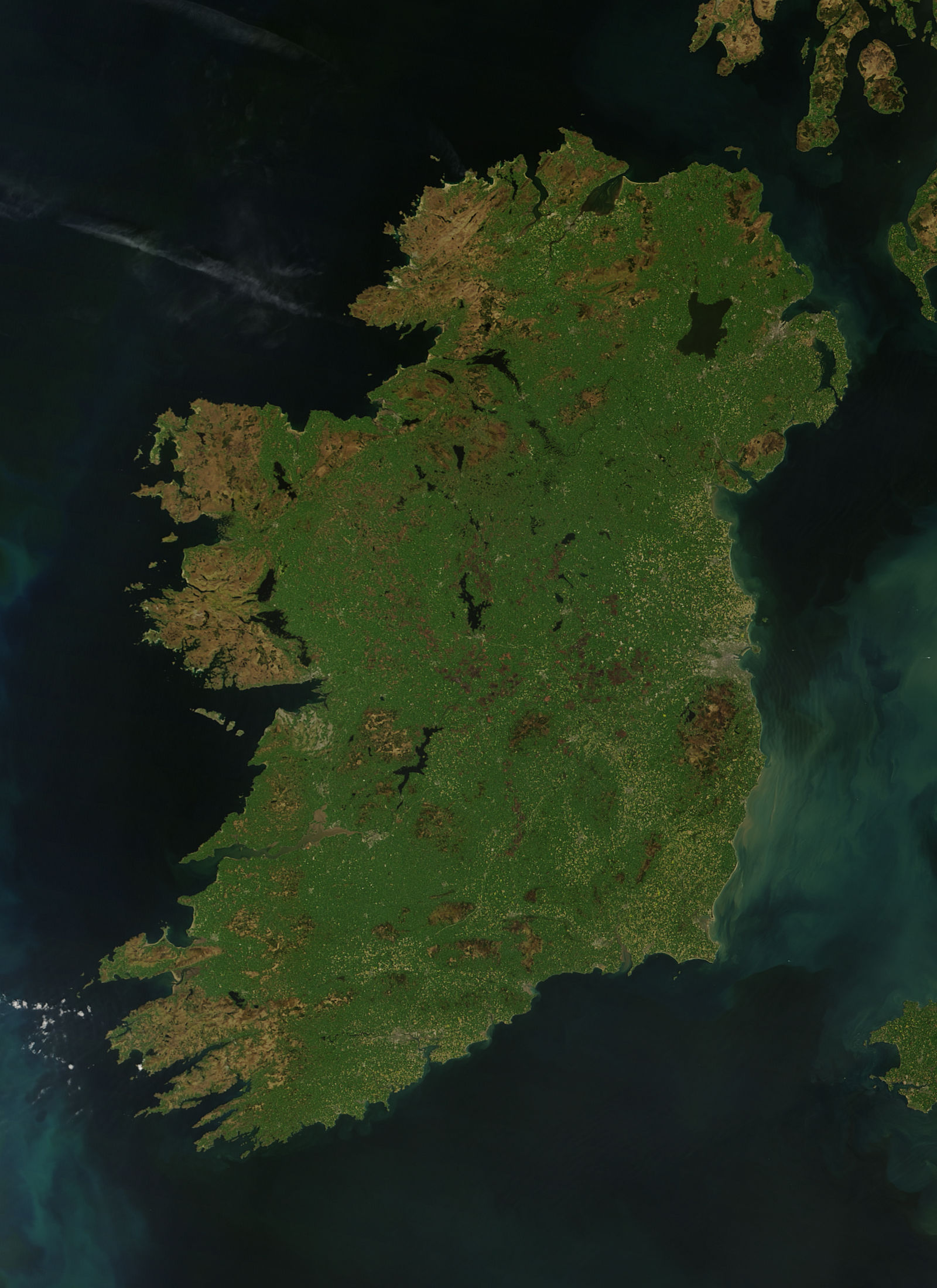
Satelitní pohled na Irsko

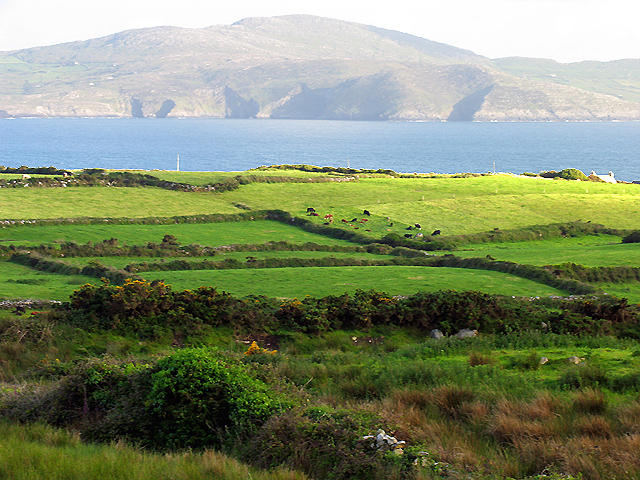
Pastviny v hrabství Cork

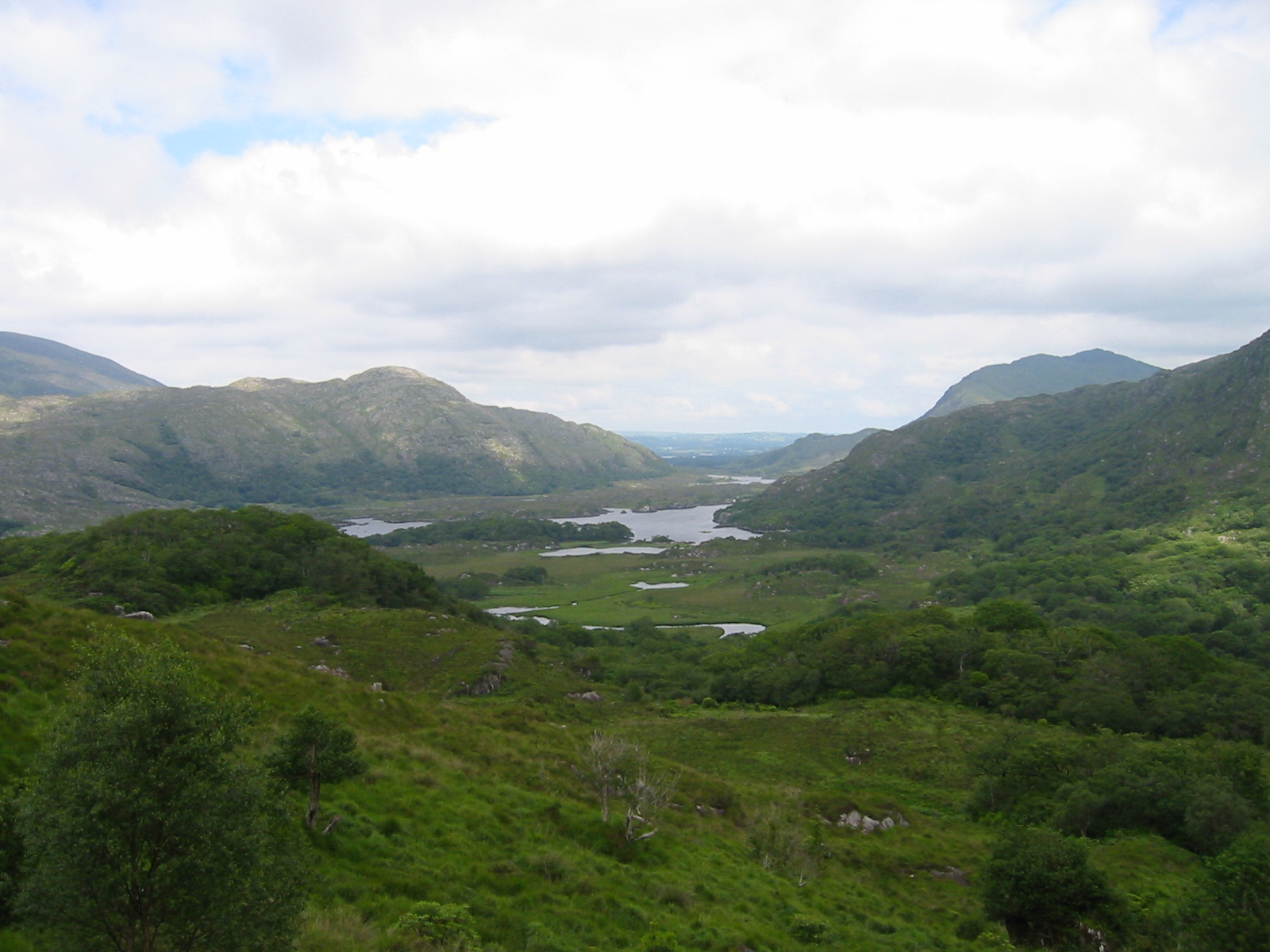
Pohled na okolí Killarney v hrabství Kerry

Irský ostrov je s rozlohou 84 412 km² druhým největším z Britských ostrovů. Omývají jej vody Atlantského oceánu na západě, Keltského moře na jihovýchodě a Irského moře na východě. Irsko používá GMT (UTC), v Irsku označovaný jako Ireland Standard Time (IST). Stejně jako ve všech zemích EU zde letní čas začíná poslední březnovou neděli v 1.00 UTC a končí poslední říjnovou neděli v 2.00 UTC. Čas se pak posouvá na UTC+1.

### Povrch
Povrch Irska je převážně nížinatý, zejména pak v centrálních oblastech. Hornatiny se vyskytují v blízkosti pobřeží. Nejvyšším vrcholem je Carrauntoohil (1041 m n. m., Carrán Tuathail Carrán Tuathail) v pohoří Macgillycuddy's Reeks. Mezi další významná pohoří patří: Wicklow Mountains na východě a Antrim Plateau v Severním Irsku.

### Vodstvo
Nejdelší řekou nejen Irska, ale i Britských ostrovů je 386 km dlouhá řeka Shannon. Na jejím toku jsou tři velká jezera (po proudu): Lough Allen, Lough Ree a Lough Derg. Největším jezerem ostrova je Lough Neagh v Severním Irsku. Ostrov si vysloužil přezdívku „Smaragdový ostrov“ díky bujné vegetaci,která je zde díky mírnému klimatu a častému jemnému dešti.

### Příroda
Na většině území Irska leží louky a vřesoviště. 15 % území pokrývají rašeliniště a 5 % rozlohy zaujímají původní listnaté lesy. V zemi překvapivě rostou vavříny, myrty a planiky, které rostou především ve středomoří. Irská fauna už není tak bohatá, jak bývala před příchodem lidí. S jejich příchodem vymizely zdejší populace bobrů, divokých koček, medvědů a vlků. Dnes zde žijí hlavně drobní hlodavci, ptáci a ovce. Vůbec tu nežijí hadi – to je vysvětleno legendou, podle které je měl z ostrova vyhnat svatý Patrik, patron Irska.
Nejhůře obdělávatelná půda leží v jihozápadních a západních krajích. Tyto části jsou velmi hornaté, s nádhernými výhledy.

### Klima

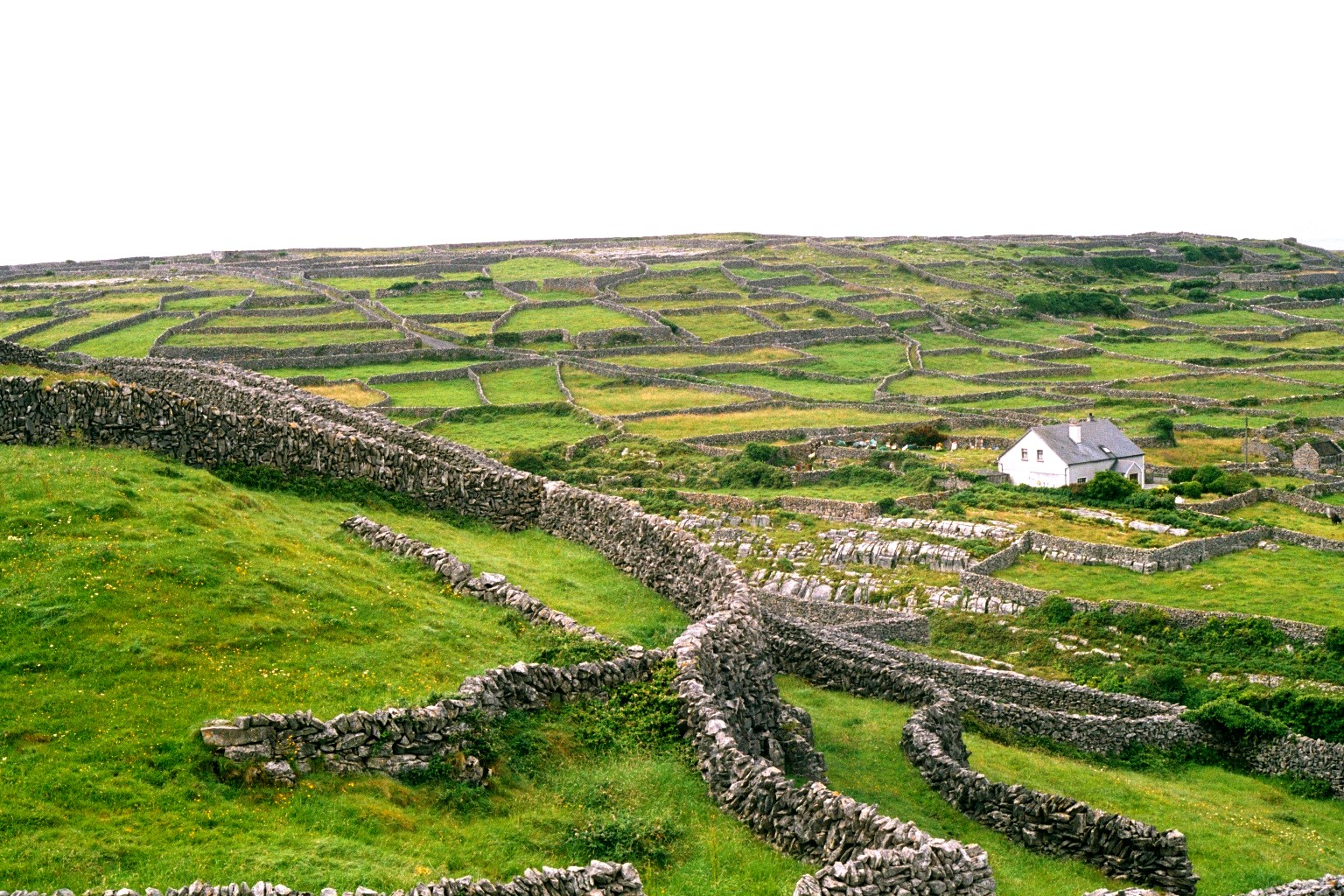
Aranské ostrovy na západním pobřeží Irska

Hlavní vliv na podnebí v Irsku má Atlantský oceán s teplým Severoatlantským proudem. Díky tomu panuje v Irsku podle Köppenovy klasifikace podnebí mírné oceánické podnebí – klasifikace Cfb. To znamená, že výkyvy teplot v Irsku nejsou tak vysoké, jako v jiných oblastech se srovnatelnou zeměpisnou šířkou. Mořský vliv na teploty je nejsilnější na západním pobřeží, směrem do vnitrozemí se pak snižuje. Převládají zde teplá léta a mírné zimy.
Průměrná roční teplota se pohybuje okolo 9 °C. V lednu dosahuje přibližně 5 °C a v červenci stoupá k 15 °C.
Roční úhrn srážek se zde pohybuje od 800 do 2800 mm. Nejvíce prší na severozápadě, západě a jihozápadě – na návětrné straně ostrova. Nejvíce srážek spadne v zimě, zatímco nejméně se jich vyskytuje na začátku léta. Sníh je v Irsku velmi neobvyklý. Silné sněžení však může způsobit potíže v dopravě či poškození přenosové soustavy. Pokud se však sníh objeví, bývá to nejčastěji v období od listopadu do dubna, obzvláště pak v lednu a únoru; výjimečně byl sníh zaznamenán i v září a květnu. Průměrná doba se sněhovou pokrývkou se pohybuje od 5 dní na jihozápadě do 24 dní na severu země. Typická délka trvání sněhové pokrývky hlubší než 1 cm, ač se rok od roku liší, se pohybuje od jednoho do dvou dnů v pobřežních oblastech, kdežto ve vnitrozemí to může být až 10 dní; nejdelší sněhovou pokrývku pak zaznamenávají Wicklow Mountains – až 30 dní.
Průměrná doba slunečního svitu je v Irsku 3,25–3,75 hodin denně, zatímco celoroční doba se pohybuje mezi 1400 a 1700 hodinami. To znamená, že více než polovinu roku je nad Irskem zatažená obloha – kvůli již zmíněnému vlivu Atlantského oceánu a přidružených tlakových níží. Nejslunečnějšími měsíci jsou květen a červen s průměrným denním slunečním svitem mezi 5 a 6,5 hodinami. Nejvíce slunečního svitu dopadá v jihovýchodní části země (až 7 hodin). Nejméně slunečního svitu naopak na Irsko dopadá v prosinci, hodnoty se pohybují od hodiny na severu po 2 hodiny na jihovýchodě.

## Politika

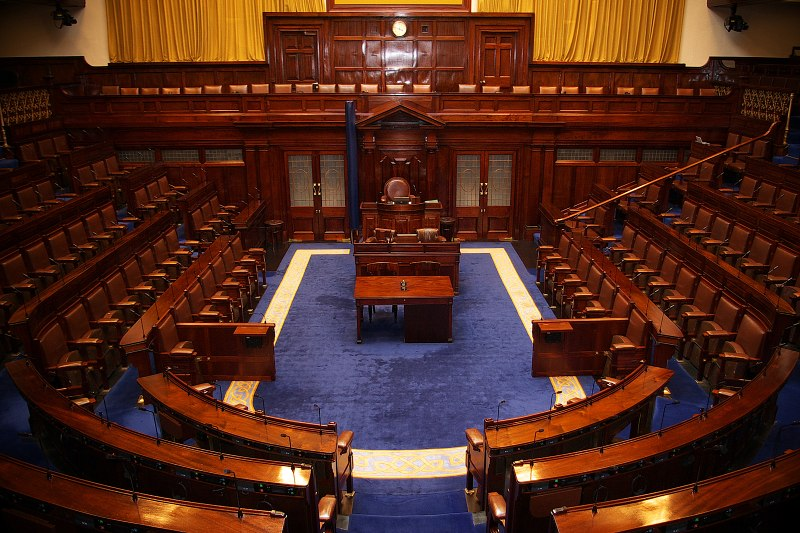
Zasedací sál dolní komory

Irsko je unitární parlamentní republika. Dvoukomorový parlament se nazývá Oireachtas, horní komorou je senát – Seanad Éireann a dolní komorou je poslanecká sněmovna – Dáil Éireann. Zatímco senát má 60 členů, sněmovna má 166 členů. Sídlem parlamentu je Leinster House v Dublinu. Dáil je volen lidovým hlasováním a sestaven na základě poměrného zastoupení. Irská ústava říká, že se parlamentní volby musí konat alespoň každých sedm let, obvykle se ale strany shodnou na dřívějším rozpuštění sněmovny a nových volbách. Senát je složen specifickým způsobem, nevolí se do něj klasickým lidovým hlasováním - jedenáct jeho členů je jmenováno předsedou vlády, šest členů určí dvě univerzity a 43 členů je vybráno ze seznamu kandidátů vytvořených různými odbornými organizacemi.

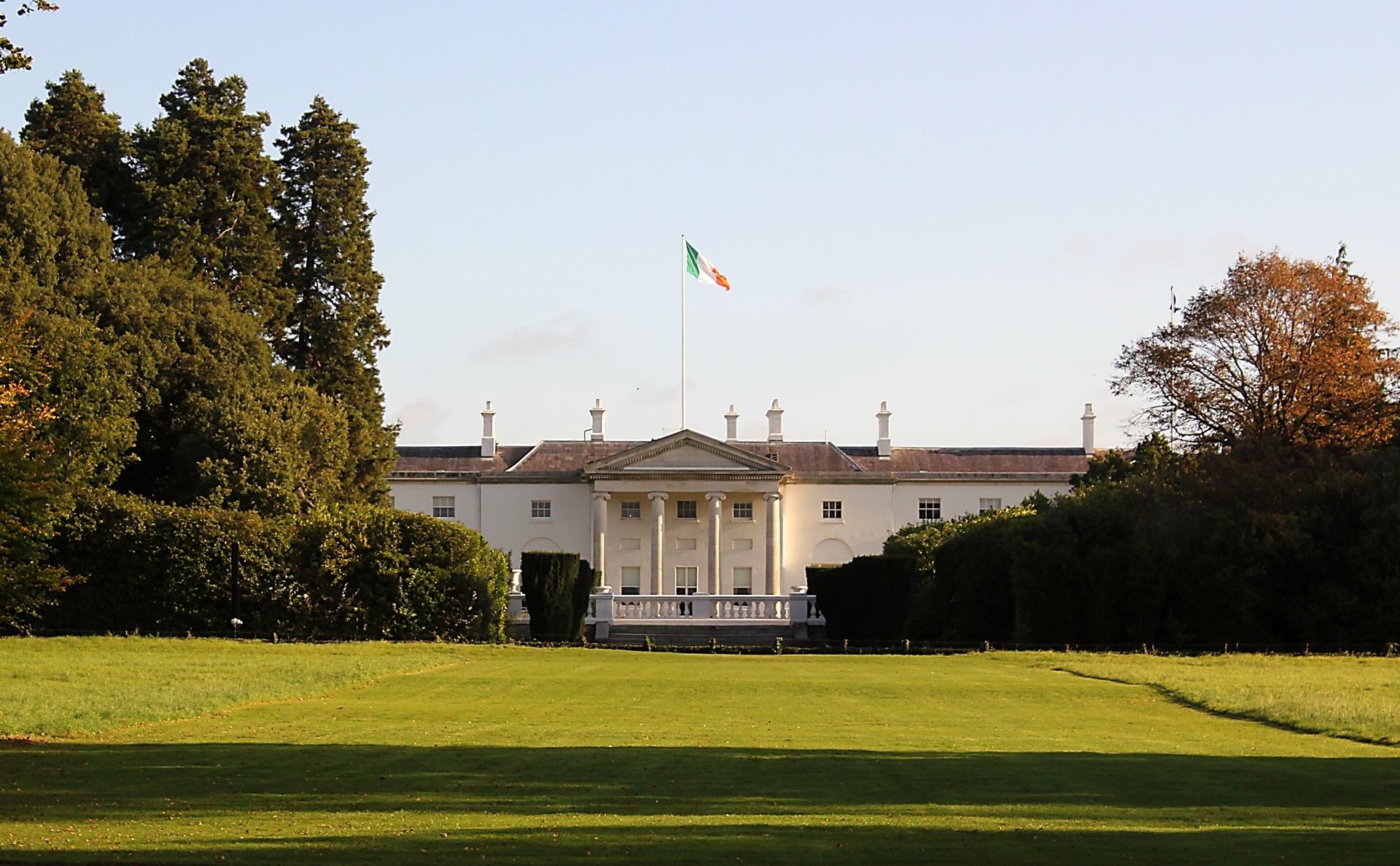
Áras an Uachtaráin v Dublinu, sídlo prezidenta

Předseda vlády se nazývá taoiseach, je jmenován prezidentem na návrh Dáilu. Vláda je ústavně omezena na patnáct členů, nesmí jich být nikdy víc, může jich být ale míň. Premiér, místopředseda vlády a ministr financí musí být členy Dáilu. Taoiseachem je od dubna 2024 Simon Harris ze strany Fine Gael.
V čele státu stojí prezident (irsky Uachtarán na hÉireann), volený na sedmileté funkční období – může být zvolen na maximálně dvě období. Funkce prezidenta je spíše reprezentativní, ale může kupříkladu předat jakýkoli návrh zákona Nejvyššímu soudu k rozhodnutí o jeho ústavnosti, bez nutnosti podávat formální žalobu, kterou by soud mohl nepřijmout. Současným prezidentem je od roku 2011 Michael D. Higgins.

### Zahraniční politika

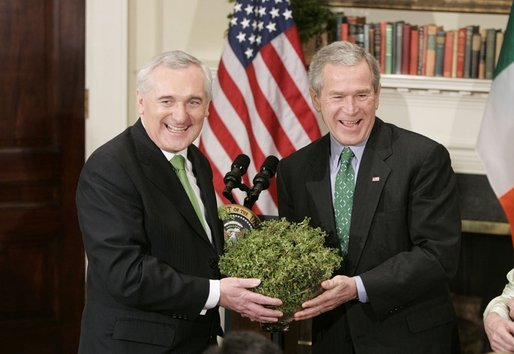
Bertie Ahern a George W. Bush roku 2005

Občané Spojeného království mohou volně vstupovat do země bez pasu díky bezpasové zóně zahrnující ostrovy Irsko, Velkou Británii, Ostrov Man a Normanské ostrovy. Na letištích a v námořních přístavech je však vyžadována určitá identifikace.
Irsko je vzhledem ke své minulosti citlivé na nezávislost v zahraniční politice. Není tedy členem NATO a deklaruje dlouhodobě svou vojenskou neutralitu. I proto irské obranné síly často přispívají k mírovým misím OSN - byly v Kongu, na Kypru, v Libanonu i Bosně a Hercegovině.
Vztahy se Spojenými státy jsou přesto výsadní a bylo to znát ještě před vznikem mimořádných ekonomických vazeb v 90. letech, již v době studené války. Během kubánské raketové krize roku 1962 například premiér Seán Lemass povolil prohledání kubánských a československých letadel na letišti Shannon a předal informace CIA. Irská vzdušná zařízení byla používána armádou Spojených států pro přepravu vojenského personálu při invazi do Iráku v roce 2003. Letiště Shannon bylo rovněž použito pro invazi do Afghánistánu v roce 2001 a také pro první válku v Zálivu. Od roku 1999 je Irsko členem programu NATO Partnerství pro mír a Euroatlantické rady partnerství NATO.

### Administrativní dělení

Administrativní dělení Irska na hrabství

Irsko se tradičně rozděluje do čtyř provincií – Connacht (irsky Connachta), Leinster (irsky Laighin), Munster (irsky an Mhumhain) a Ulster (irsky Uladh), dříve též existovala provincie Meath (irsky an Mhí) – tzv. Střední království. Provincie se dále dělily na 32 hrabství pro administrativní potřeby britské správy. Šest hrabství Ulsteru zůstává pod britskou správou díky referendu z roku 1973. Zbylých 26 hrabství nyní tvoří Irskou republiku. Jsou to:
| - Carlow - Cavan - Clare - Cork - Donegal - Dublin - Galway - Kerry - Kildare | - Kilkenny - Laois - Leitrim - Limerick - Longford - Louth - Mayo - Meath | - Monaghan - Offaly - Roscommon - Sligo - Tipperary - Waterford - Westmeath - Wexford - Wicklow |

Zvláštní samosprávné postavení mají města Dublin, Cork, Limerick, Galway a Waterford. Zbytek hrabství Dublin je rozdělen na Dún Laoghaire – Rathdown, Fingal a Jižní Dublin. Hrabství Tipperary se dříve dělilo na Severní a Jižní Tipperary, v současné době je celistvé.
Kód popisující jednotlivá hrabství je ISO 3166-2:IE. Pro každé hrabství má tvar IE-AA, kde AA je jedno- či dvoupísmenná zkratka hrabství.

## Ekonomika

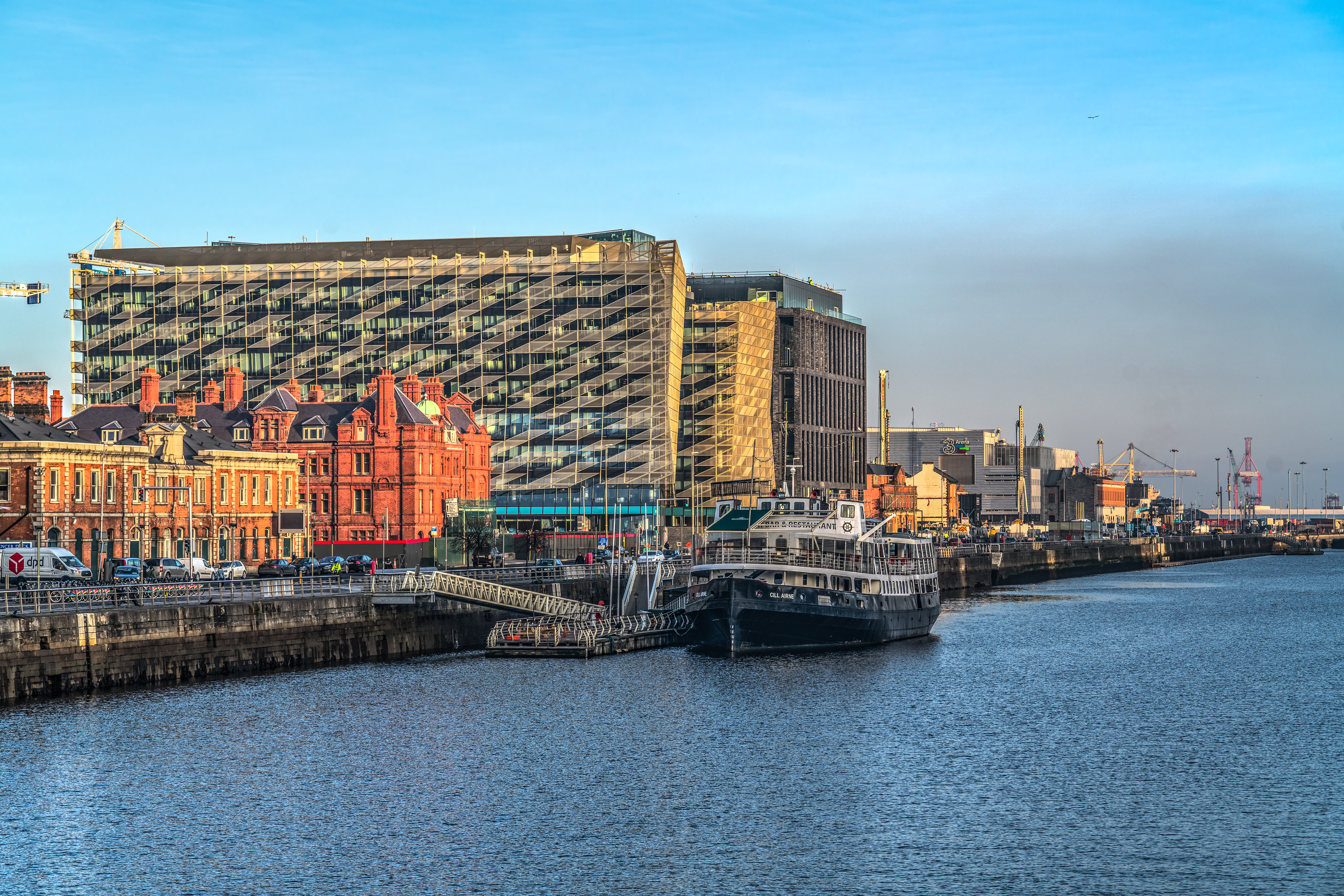
Sídlo Irské centrální banky

Irsko patří k nejbohatším zemím Evropy a pozoruhodné je, že toho dosáhlo v relativně krátkém čase. Podle Mezinárodního měnového fondu je irská ekonomika (z hlediska hrubého domácího produktu v paritě kupní síly) 40. největší na světě (vezmeme-li v potaz jen skutečně suverénní státy), což jí v přepočtu na obyvatele řadí na třetí místo na planetě. Oba státy před ní v tomto žebříčku jsou maličké země nebo městské státy (Lucembursko a Singapur), Irsko tak lze označit za nejbohatší stát střední velikosti. Přitom ještě v 70. letech bylo v evropském kontextu považováno za relativně chudou zemi.

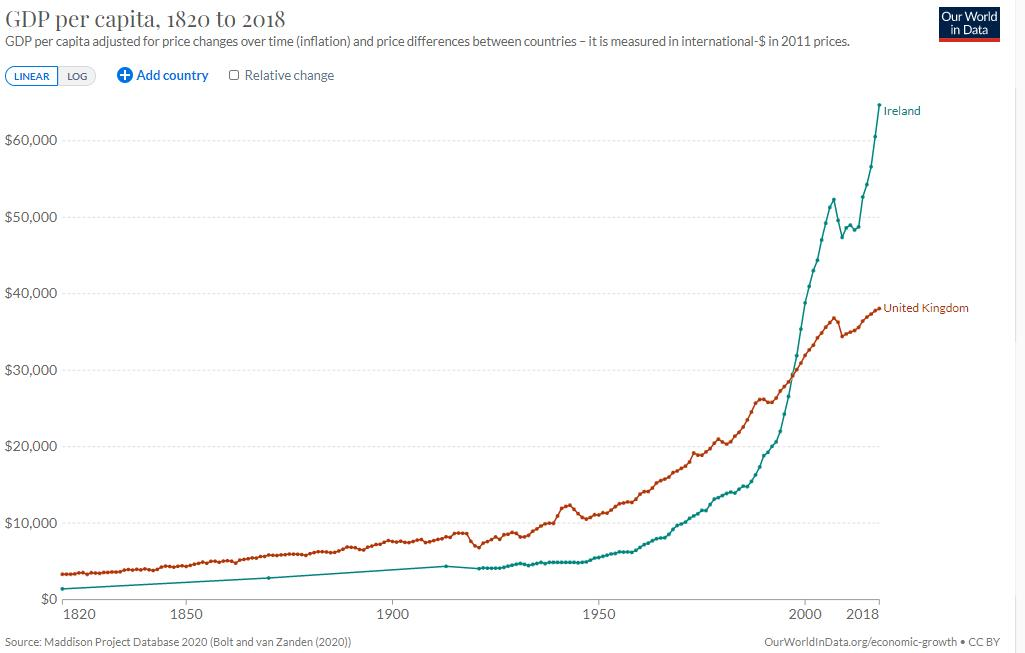
Vývoj irského HDP (srovnání s Británií)

Příčiny tohoto obrovského úspěchu byly již mnohokrát analyzovány. Nejprve pomohl vstup do Evropského společenství (od 1993 Evropská unie) v 70. letech, kdy se Irsku otevřely nové trhy. Od 90. let 20. století pak Irsko vsadilo na maximální otevřenost své ekonomiky, od čehož neustoupilo dosud - podle indexu ekonomické svobody je Irsko třetí nejotevřenější ekonomikou světa (k roku 2022), hned za městským státem Singapur a Švýcarskem. Třetí příčinou bylo nízké zdanění, kvůli němuž bylo Irsku někdy spíláno jakožto daňovému ráji - korporátní daň byla nastavena na 12,5 %. Čtvrtým stimulem slavné jízdy "keltského tygra" či vzniku "irského ekonomického zázraku" byly investiční pobídky nadnárodním společnostem Apple, Dell, Google či Microsoft, které si v Irsku zřídily svá sídla, právě v době, kdy rozvoj informačních technologií ve Spojených státech dynamizoval i americkou a celou globální ekonomiku.

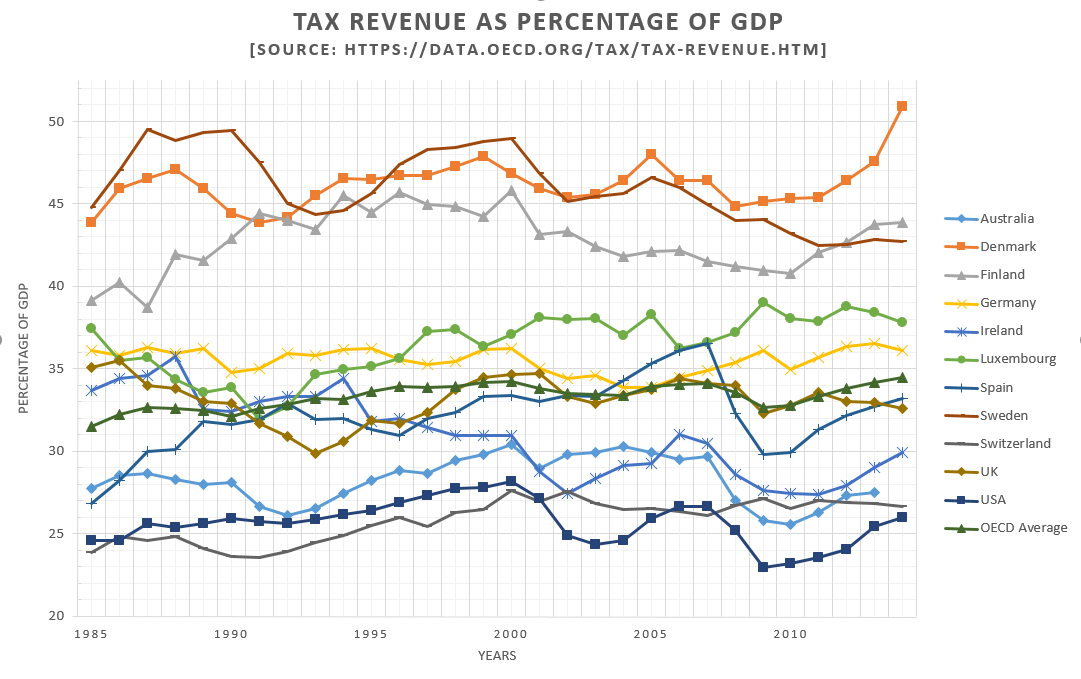
Daňové příjmy jako procento HDP, srovnání vyspělých zemí

Kombinace toho všeho zplodila zázračná irská 90. léta 20. století. Ve druhé polovině 90. let dosahoval roční růst irského HDP až k 10%. Poté se zpomalil, ale až do roku 2007 se stále držel na vynikající úrovni. Přinesl s sebou též developerský boom. V souvislosti s tím stoupaly ceny nemovitostí do závratných výšek. V letech 1997–2004 se průměrná cena bydlení v Irsku ztrojnásobila. Trh s bydlením se ale nakonec ukázal být achillovou patou irského modelu. Právě přes něj se v důsledku americké hypoteční krize roku 2007 do irské ekonomiky vkradla nedůvěra a nejistota a začaly obrovské potíže bank. Když pak roku 2008 přišla globální ekonomická krize, silná závislost na investicích z USA a vývozu nadnárodních firem vedla k mimořádným potížím. Irsko se stalo prvním státem eurozóny, který se ocitl v recesi. HDP klesl v roce 2008 o 3% a v roce 2009 o 7,1%. Hrozil dokonce státní bankrot. V důsledku vládních záruk za dluh soukromého bankovnictví se Irsku náhle prodražily státní půjčky a muselo žádat o pomoc Evropskou unii a Mezinárodní měnový fond. Míra nezaměstnanosti v únoru 2012 dosáhla 15,1 %, a to přesto, že 120 000 ekonomických migrantů (2,6 % z celkového počtu obyvatel) se vrátilo od počátku krize do domovských zemí. Těžce zasažená ekonomika se zvedla až po roce 2013. Již nedosahuje rekordního růstu jako v 90. letech, průměrný růst se pohybuje okolo pěti procent ročně. To je ale i tak více než ostatní země západní Evropy, a Irsko si tak pozvolna upevňuje pozici jedné z nejbohatších zemí kontinentu i světa, kterou si vybojovalo v 90. letech.

Někteří ekonomové mají ale pochybnosti o irském modelu, který navzdory otřesům z let 2007-2013 zůstal v jádru nezměněn, naopak k technologickým americkým firmám přibyly farmaceutické: Nadnárodní firmy se podílejí na irském vývozu již z 85 %, platí 80 % vybraných daní v Irsku a zaměstnávají čtvrtinu pracovní síly v soukromém sektoru. Čtrnáct z dvaceti největších irských firem (obrat k roku 2017) jsou nadnárodní společnosti se sídlem v USA.

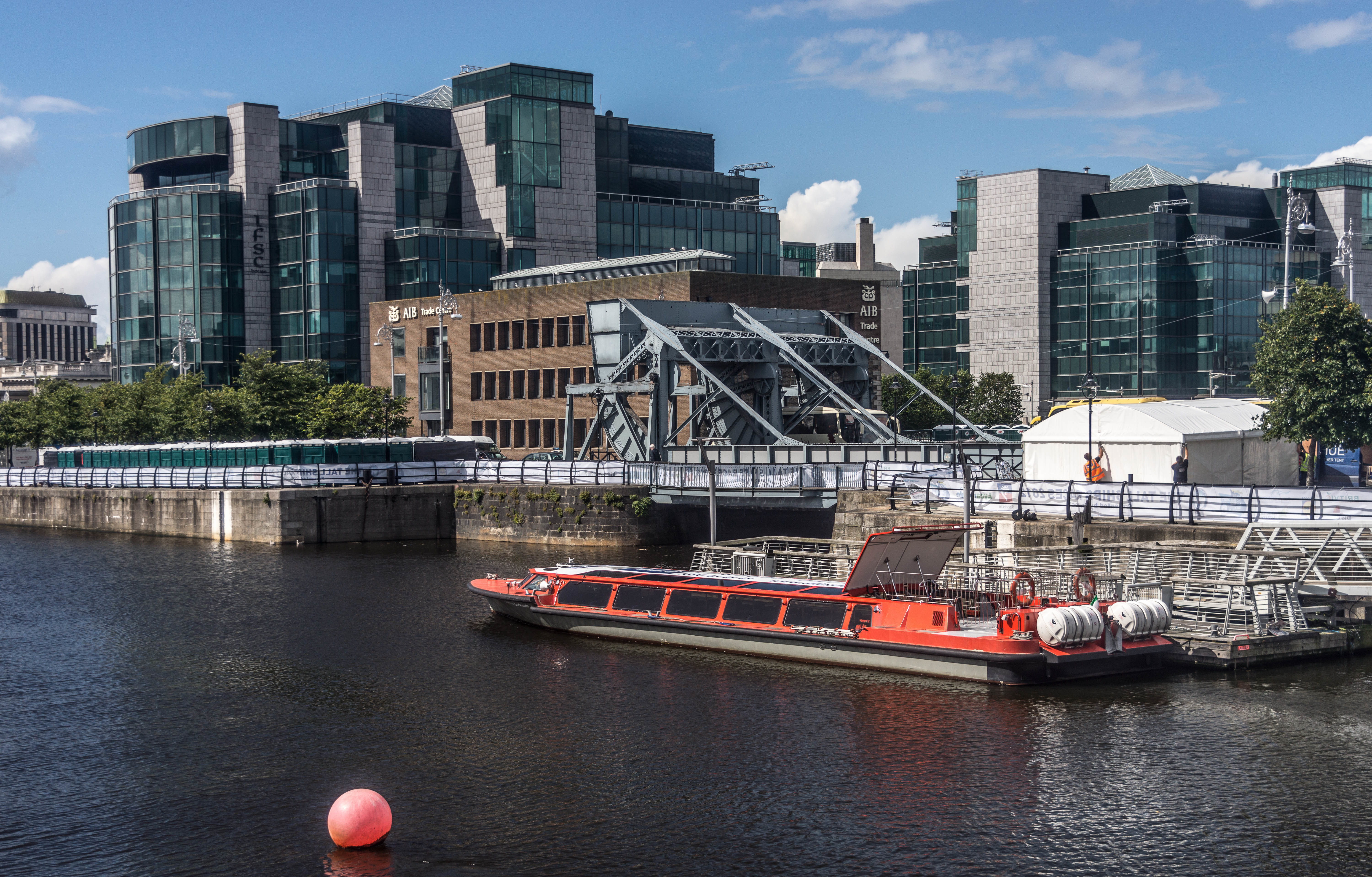
Bývalé doky přeměněné na kancelářské centrum (International Financial Services Centre). Symbol dynamické přeměny Irska.

Závislost na obřích nadnárodních korporacích sídlících v zemi jen jako v dobré, daňově příjemné základně v lůně Evropské unie, se mnohým ekonomům zdá být rizikovou, zvláště v souvislosti s hrozbami jednotné digitální daně nebo obecnějšími tlaky na daňovou nivelizaci v EU - unie už několikrát Irsku pohrozila pokutami za daňové zvýhodňování například firmy Apple. Někteří ekonomové také pochybují, jestli kritérium hrubého domácího produktu v takové konstelaci jako je irská (nebo lucemburská) skutečně něco vypovídá o ekonomickém výkonu dané země. Doporučují vyvážit pohled na takové ekonomiky nějakým kritériem které by eliminovalo "paradox daňových rájů". V samotném Irsku vzniklo v této věci mnoho pochybností. Tato rozsáhlá diskuse vedla k tomu, že Irská centrální banka v únoru 2017 začala měřit výkon ekonomiky novým parametrem, tzv. modifikovaným hrubým národním důchodem (modified gross national income). Podle tohoto přepočtu není vývoj Irska skutečně tak dynamický - například zatímco HDP (vyjádřené v eurech na hodnotě z roku 2018) stouplo z úrovně 170 tisíc v roce 2009 na úroveň 324 tisíc v roce 2018, podle nového kritéria modifikovaného hrubého národního důchodu stoupl ze 134 tisíc v roce 2009 na 197 tisíc. Zatímco v prvém případě vidíme takřka zdvojnásobení výkonu, ve druhém ani zdaleka. Světová banka, která kritérium hrubého národního důchodu (gross national income) zavedla, se na metodice výpočtu s Irskou centrální bankou ovšem neshoduje. Dle její tzv. metody atlas je hrubý národní důchod per capita (k roku 2020) v Irsku taktéž pátý nejvyšší na světě, tedy velmi podobně jako u HDP.
Další pochybnosti souvisí se zadlužením. Irsko bylo před krizí roku 2008 prakticky nezadluženo (z hlediska veřejných financí). Řešení krize - v podstatě nacionalizace soukromého dluhu a veřejná záchrana soukromých bank - však z Irska učinily čtvrtou nejzadluženější zemi EU (po Kypru, Portugalsku a Řecku). Tento dluh je v přepočtu na obyvatele dokonce třetí, podle jiných kritérií druhý, největší na světě. Tradiční "jihoevropské" řešení tohoto zadlužení, tedy devalvací měny, přitom nepřichází do úvahy - Irsko přijalo jednotnou evropskou měnu euro v roce 2002 spolu s jedenácti dalšími členskými státy EU.

### Odvětvová struktura

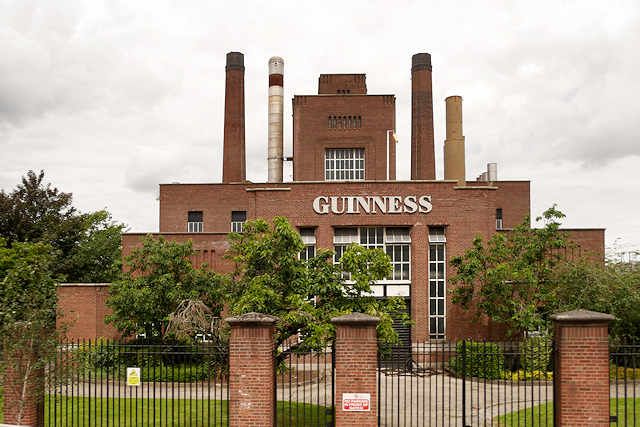
Pivovar Guinness

V současnosti je nejméně rozšířeným odvětvím irského hospodářství zemědělství. Vytváří asi 5 % HDP. Jen pro srovnání: služby 49 % a průmysl 46 %. 
Pokud jde o těžbu surovin, v Irsku se těží v prvé řadě olovo a zinek, dále měď, rašelina, stavební materiál, stříbro a zemní plyn. Rozvíjí se především průmysl chemický a petrochemický, elektronický, kovozpracující, nábytkářský a potravinářský (například Guinness je šestým největším pivovarem na světě). Vyrábějí se zde i dopravní prostředky a počítače.
Nejdůležitějším odvětvím zemědělství je tradiční chov ovcí, ovčí vlna je vyvážena do jiných zemí. Dále se také pěstují brambory.

## Obyvatelstvo

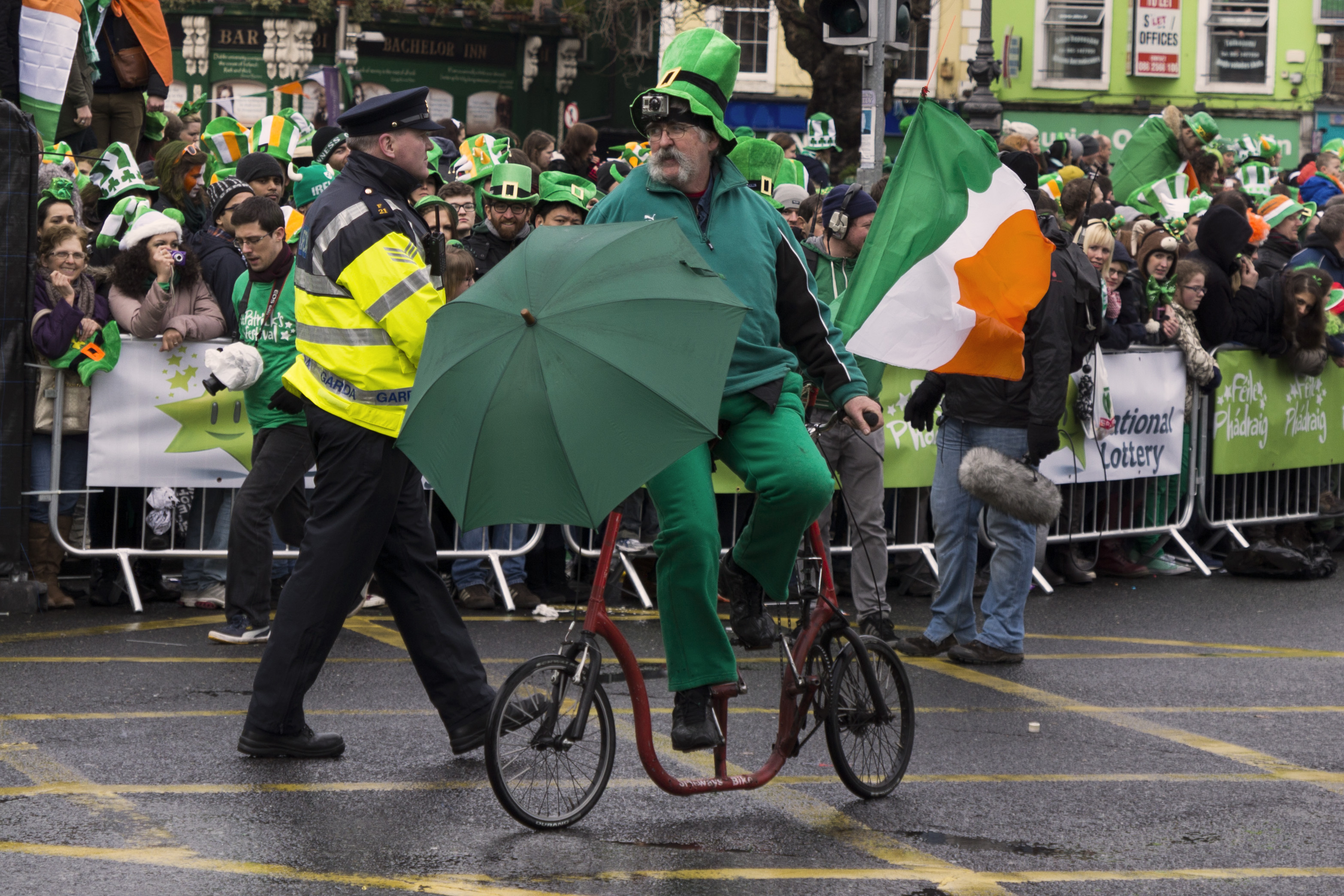
Obyvatelé Dublinu slaví Den svatého Patrika

Genetické výzkumy ukazují, že první osadníci Irska migrovali z Pyrenejského poloostrova během konce doby ledové. Po mezolitu přinesli migranti z neolitu a doby bronzové do Irska keltskou kulturu a jazyky. Kultura se rozšiřovala po ostrově a gaelské tradice se staly v Irsku převládající. Dnes mají Irové převážně gaelský původ, a přestože část populace je norského, anglonormanského, anglického, skotského, francouzského a velšského původu, tyto skupiny netvoří výrazné menšiny. Gaelská kultura a jazyky tvoří významnou část národní identity. Ve Spojeném království jsou irští kočovníci („Travellers“) etnická menšina, politicky spojeni s pevninskými romskými a cikánskými skupinami, ale v Irsku ne – tam jsou klasifikováni jako „sociální skupina“.
Irsko má nejrychleji rostoucí (do počtu) populaci v Evropě. Růst v roce 2006 byl 2,5 %, třetí rok bez přerušení byl větší než 2 %. Tak rychlý růst může být přičten klesající úmrtnosti, zvyšující se porodnosti, vysoké imigraci – imigranti nyní tvoří přibližně 10 % irské populace.

### Jazyky

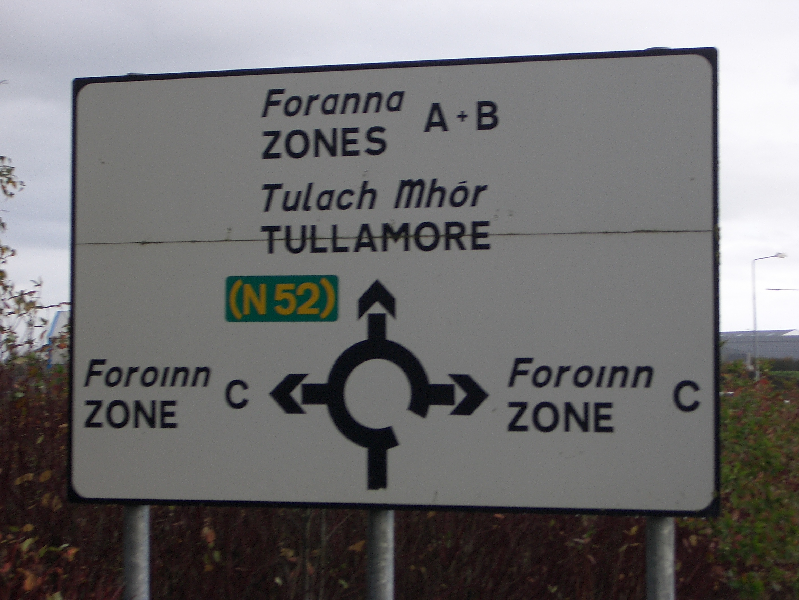
Na většině irských silničních značek je irský i anglický nápis.

Nenárodní skupiny v Irsku v roce 2006, které mají více než 10 000 příslušníků. Neevropské skupiny jsou zobrazeny odděleně

Oficiální jazyky v Irsku jsou irština a angličtina, přičemž převládá angličtina. Irština, ačkoli je nyní jen jazykem menšiny, byla lidovým jazykem Irů tisíce let a možná byla zavedena již v době železné. Lidí žijících v irsky mluvících komunitách, Gaeltachtech, jsou pouhé desetitisíce. Žijí izolovaní převážně na západním pobřeží. Silniční značky jsou většinou dvojjazyčné, ale v Gaeltachtech jsou pouze irsky. Pouze v angličtině je většina veřejných vyhlášek a tištěných médií. Většina vládních publikací a formulářů je jak v angličtině, tak v irštině, a občané mohou se státem jednat i v irštině.
Podle sčítání lidu v roce 2006 bylo 1 656 790 lidí (39 %) v Irsku schopno domluvit se irsky; přestože není dostupný žádný průzkum pro anglicky mluvící, nejspíše jich bude téměř 100 %.
Irská populace se v posledních letech podstatně zvětšuje. Mnoho tohoto populačního růstu může být připisováno imigrantům a vracejícím se Irům (často s dětmi narozenými v cizině), kteří ve velkém počtu emigrovali v dřívějších letech velké nezaměstnanosti. Mimo to je porodnost v Irsku dvakrát větší než úmrtnost, což je ve státech západní Evropy velmi neobvyklé. Přibližně 10 % irského obyvatelstva tvoří obyvatelé cizí národnosti.
V cizině žije více lidí irského původu (desítky milionů) než v samotné zemi. V roce 2013 uvedlo irský původ 33,3 milionů Američanů.

### Sčítání lidu 2006
Central Statistics Office publikovala předběžná zjištění z sčítání lidu v roce 2006. Ukazují toto:
- Celková populace Irska byla 23. dubna 2006 4 234 925 obyvatel, což je o 317 722 (8,1 %) více než v roce 2002.
- Celkový počet nenárodních obyvatel (občané pocházející z cizí země) v Irsku je 419 733 (okolo 10 %), navíc 1 318 lidí „bez národnosti“ a 44 279 lidí bez uvedené národnosti.
- Největší počet imigrantů pochází ze Spojeného království (112 548), následováno Polskem (63 267), Litvou (24 628), Nigérií (16 300), Lotyšskem (13 319), USA (12 475), Čínou (11 161) a Německem (10 289).
- Populace z roku 2006 byla naposledy překonána v roce 1861, kdy v Irsku bylo 4,4 milionů lidí. Nejmenší populace Irska byla zaznamenána v roce 1964 – 2,8 milionů.
- Všechny provincie Irska zaznamenaly nárůst populace. Populace Leinsteru vzrostla o 8,9 % a populace Munsteru o 6,5 %.

### Náboženství

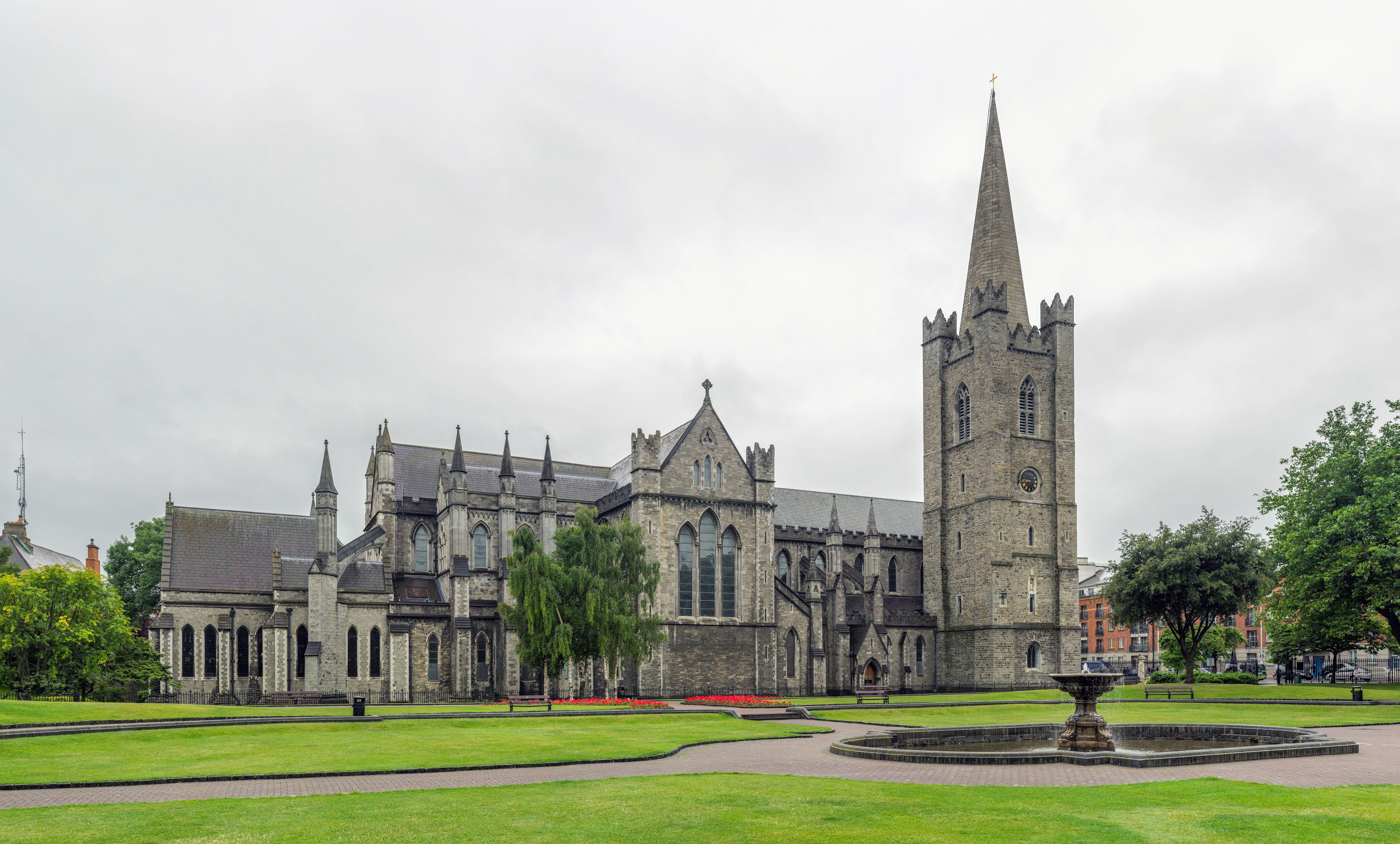
Katedrála svatého Patrika v Dublinu

V Irsku je ústavně stanovena náboženská svoboda. Křesťanství je převládajícím náboženstvím a zatímco Irsko zůstává převážně katolickou zemí, procento populace, která se při sčítání lidu identifikovala jako katolíka, prudce pokleslo z 84,2 % v sčítání lidu v roce 2011 na 78,3 % v posledním sčítání lidu v roce 2016. Přibližně 4,2 % se hlásí k protestantství, převážně k anglikanismu. V Irsku roste počet muslimů, mezi sčítáními lidu v letech 2006 a 2011 vzrostl jejich počet o 50 %. Dle sčítání lidu v roce 2016 se označilo 1,3 % obyvatelstva za muslimy. Podle studie Georgetown University měla země před rokem 2000 jednu z nejvyšších sazeb pravidelné účasti na bohoslužbách v západním světě. Zatímco v roce 2006 byla denní účast 13 %, došlo k poklesu týdenní účasti z 81 % v roce 1990 na 48 % v roce 2006, ačkoli pokles byl uváděn jako stabilizující. V roce 2011 bylo oznámeno, že hromadná účast v Dublinu byla pouze 18 %, přičemž mezi mladšími generacemi byla dokonce nižší.

### Literatura

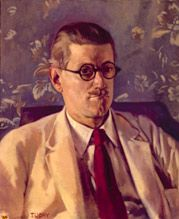
James Joyce

## Kultura

### Hudba

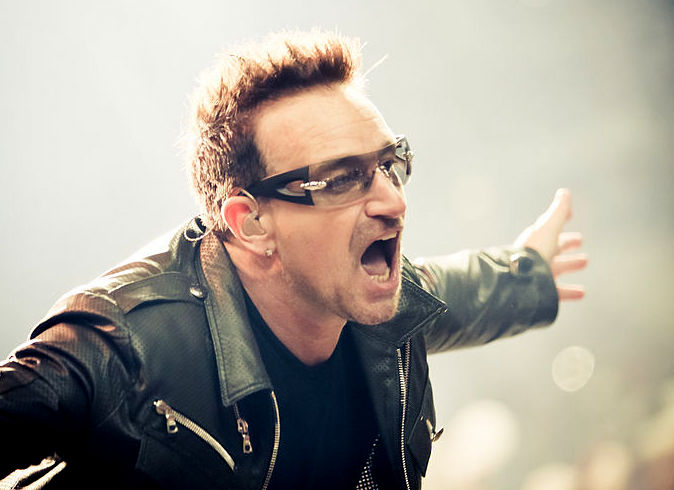
Bono Vox z U2

Dosti úspěšní jsou Irové v globální populární hudbě. Bono Vox, lídr a zpěvák skupiny U2, Enya, Sinéad O'Connor, Bob Geldof, skupina Cranberries se zpěvačkou Dolores O'Riordanovou v čele, skupina The Corrs s Andreou Corrovou patří k nejpopulárnějším umělcům světa. Folková zpěvačka Moya Brennanová je nazývána "první dámou keltské hudby", spolu s Enyou začínala v legendární skupině Clannad. Klasičtější repertoár irské lidové hudby hráli například The Dubliners. Shane MacGowan byl zpěvákem a textařem známé celtic punkové irsko-anglické kapely The Pogues. Dějiny hard rocku psala skupina Thin Lizzy. Róisín Murphyová byla zpěvačkou skupiny Moloko. Legendou soulové hudby je Van Morrison.

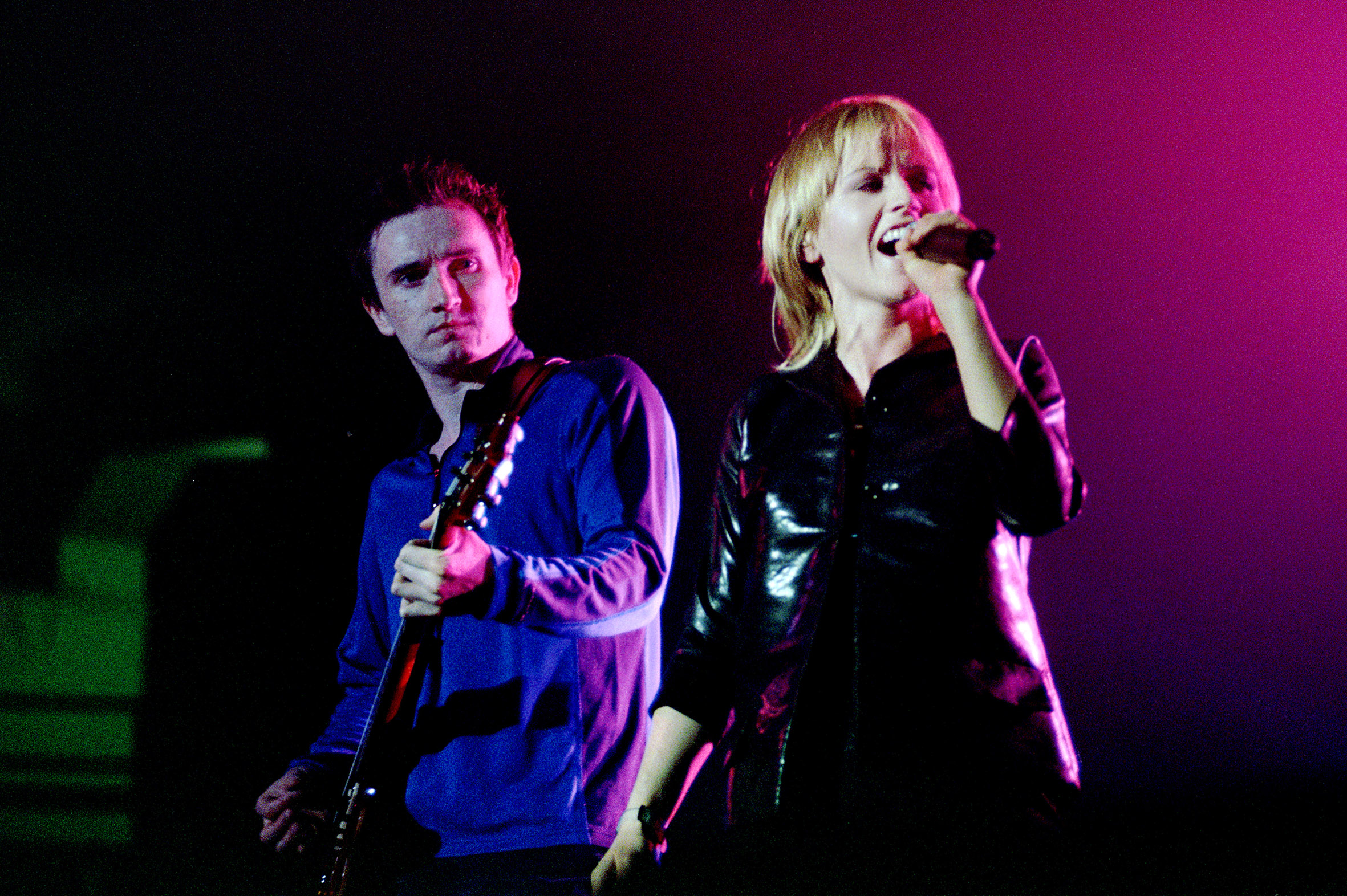
The Cranberries

Ze slavné chlapecké kapely Boyzone se nakonec nejvíce proslavili Ronan Keating a Stephen Gately. Ve stopách Boyzone jde dnes skupina Westlife. Členem britsko-irské chlapecké skupiny One Direction je Niall Horan. V roce 2014 na sebe světovým hitem Take Me to Church upozornil zpěvák Hozier. Chris de Burgh dosáhl světové slávy především hitem The Lady in Red z roku 1986. Johnny Logan je dvojnásobným vítězem Eurovision Song Contest, ve stejné soutěži triumfovala i Niamh Kavanaghová či Eimear Quinnová. V 80. letech zaujala alternativním rockem skupina My Bloody Valentine. V 90. letech prožila svou hvězdnou chvíli rodinná kapela The Kelly Family. V nultých letech 21. století dosáhla jisté proslulosti skupina The Script. Glen Hansard získal za romantickou píseň Falling Slowly z filmu Once Oscara za nejlepší filmovou píseň roku 2007, spolu s Češkou Markétou Irglovou. Jako rockový kytarista proslul Gary Moore nebo Rory Gallagher.
S programem Lord of the Dance sbírá úspěchy tanečník Michael Flatley. Nejslavnější irskou baletkou byla Ninette de Valois, označovaná za zakladatelku britského baletu.
Slavným harfeníkem (harfa byla tradičním národním hudebním nástrojem a je i v irském státním znaku) 18. století byl Turlough O'Carolan. V oblasti vážné hudby se nejvíce prosadili průkopník nokturna John Field, Charles Villiers Stanford nebo Michael William Balfe.

### Výtvarné umění a architektura

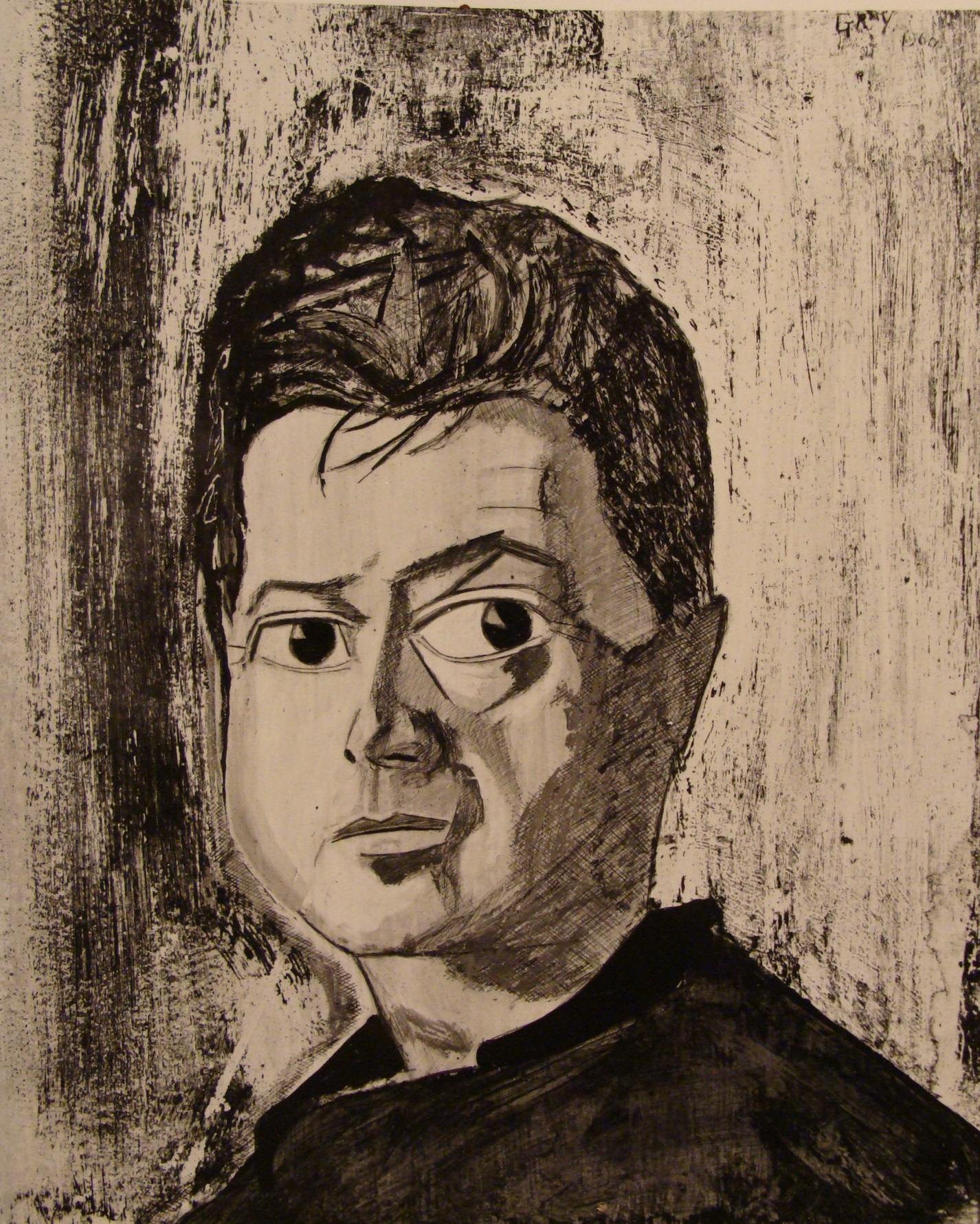
Francis Bacon

Významným moderním malířem a představitelem tzv. nové figurace je Francis Bacon. Pro jeho dílo jsou typické jednoduché, ale znetvořené figury uzavřené do trubkovitých nebo skleněných konstrukcí. Především malbami z bojišť první světové války se proslavil William Orpen. Nejvýznamnější sbírkovou uměleckou institucí a nejprestižnějším výstavním prostorem v Irsku je Irská národní galerie v Dublinu. Pro veřejnost byla galerie otevřena roku 1864, deset let po svém založení. Krom rozsáhlé a reprezentativní sbírky irského malířství vlastní některé významné obrazy italských (Domenico Ghirlandaio, Andrea Mantegna, Tizian) a nizozemských mistrů (Hendrick Avercamp, Rembrandt, Peter Paul Rubens, Frans Hals, Jan Vermeer).

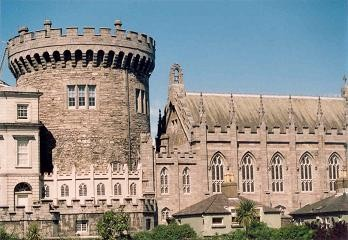
Dublinský zámek

Architekt Kevin Roche získal prestižní Pritzkerovu cenu, v roce 2020 se stejného ocenění dostalo architektkám Yvonne Farrellové a Shelley McNamarové. James Hoban je autorem architektonického návrhu Bílého domu ve Washingtonu. Eileen Grayová byla průkopnicí modernismu v architektuře.
K nejvýznamnějším architektonickým památkám patří Dublinský zámek, sídlo irské vlády, středověké hrady Rock of Cashel a Blarney. Katedrála svatého Patrika v Dublinu je největším kostelem v Irsku. Druhou dublinskou katedrálou je katedrála svaté trojice. Na Seznam světového dědictví UNESCO byly zapsány pozůstatky kláštera na ostrově Skellig Michael a neolitická mohyla Newgrange. symbolem moderního Irska se stala Spire of Dublin (Dublinská jehla), 121 metrů vysoký kužel na hlavním dublinském bulváru O’Connell Street postavený roku 2003.

### Film

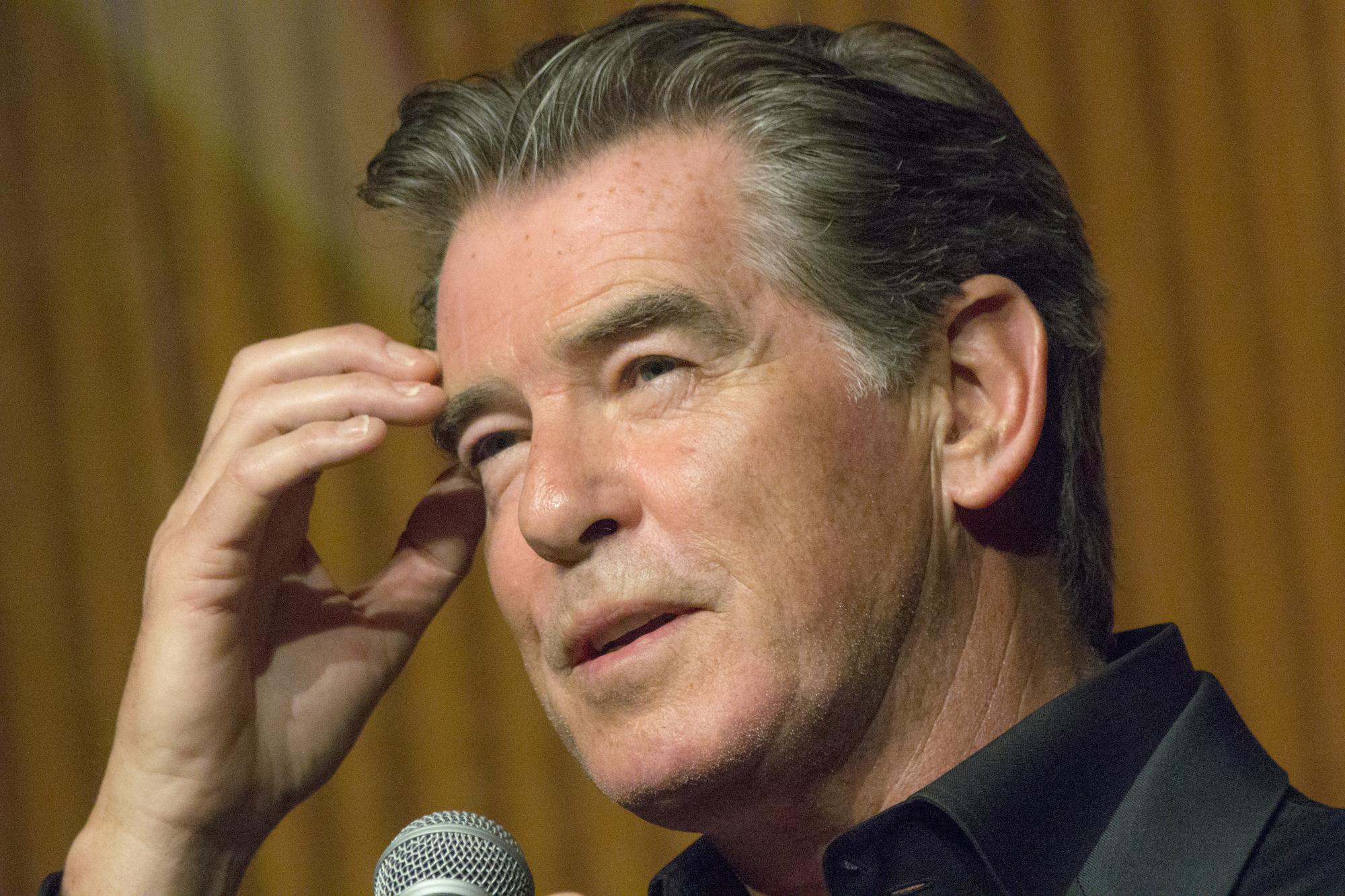
Pierce Brosnan

Držitelem Oscara je režisér Neil Jordan. Shakespearovskými adaptacemi, ale také například režií superhrdinského snímku Thor proslul Kenneth Branagh. Zlatého medvěda z Berlína má Jim Sheridan. Herbert Brenon je klasikem němého filmu. Dylan Moran a Graham Linehan se proslavili jako tvůrci sitcomu Black Books, Linehan vytvořil i další slavný sitcom Ajťáci, v němž mj. zazářil irský herec Chris O'Dowd.

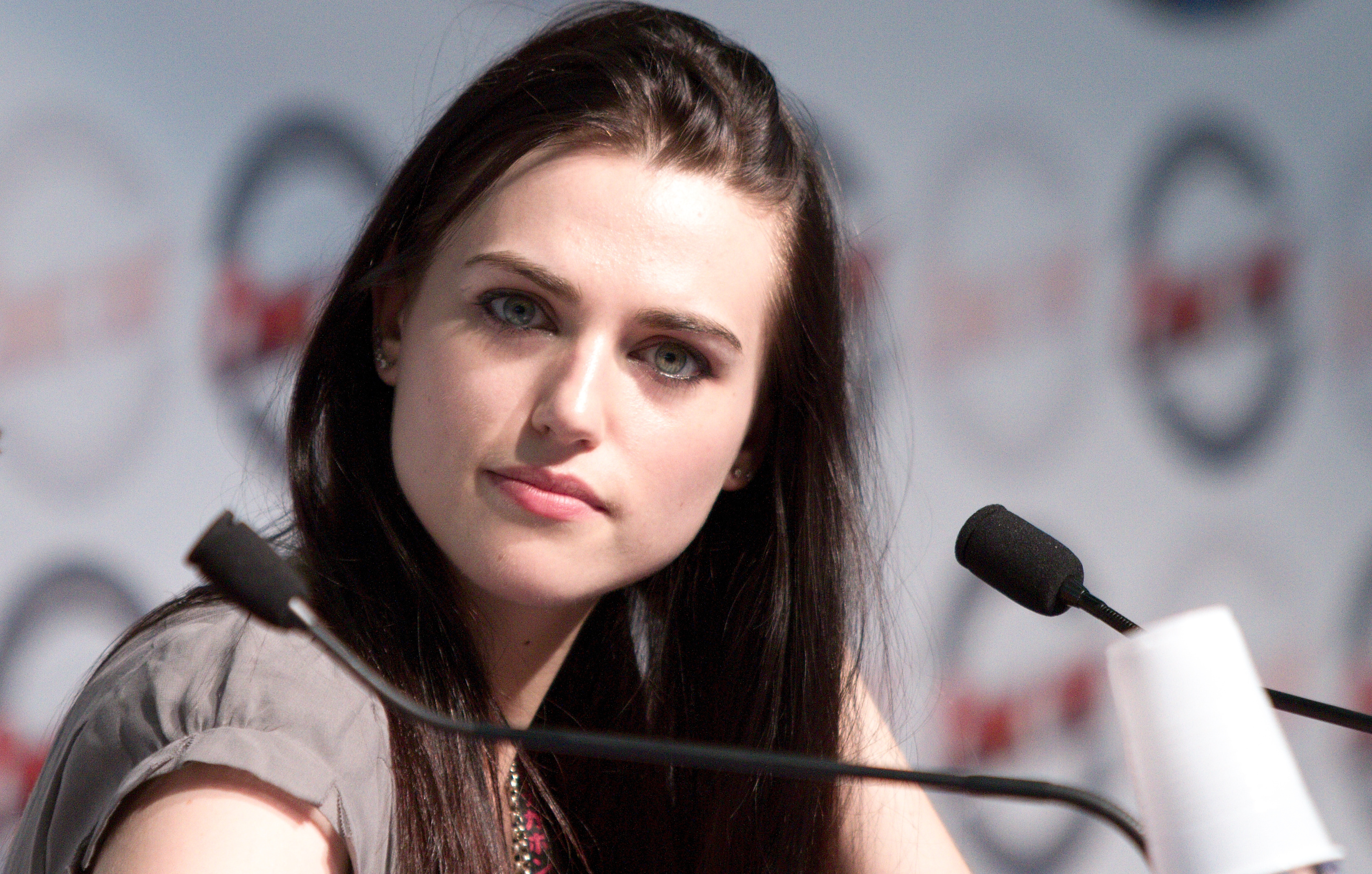
Katie McGrathová

Nejznámějšími herci jsou Pierce Brosnan, Liam Neeson, Peter O'Toole, Richard Harris, Gabriel Byrne a Michael Gambon. Ve zlaté éře Hollywoodu zářily Maureen O'Harová, Geraldine Fitzgeraldová nebo Maureen O'Sullivanová, již proslavila role Jane v tarzanovské filmové sérii 30. let. Barry Fitzgerald je držitelem Oscara z roku 1944, Brenda Frickerová proslulou sošku získala v roce 1989. Kultovní série Harry Potter a Hra o trůny proslavily Brendana Gleesona, jeho syna Domhnalla Gleesona, jejich jmenovce Jacka Gleesona, Fionu Shawovou, Evannu Lynchovou, Michelle Fairleyovou, Liama Cunninghama, Ciarána Hindse či Aidana Gillena. Batmanská nolanovská trilogie zase Cilliana Murphyho, který ztvárnil též československého parašutistu Jozefa Gabčíka v americkém snímku Anthropoid. Stephen Rea je známý díky trháku V jako Vendeta nebo Interview s upírem, Caitriona Balfeová díky seriálu Cizinka, Colm Meaney díky seriálu Star Trek, Robert Sheehan díky seriálu Misfits. Role zloducha Moriartyho v britském seriálu Sherlock se stala životní pro Andrew Scotta. K nejobsazovanějším hercům současného Hollywoodu patří Colin Farrell, Jonathan Rhys Meyers nebo Katie McGrathová.
Nejvýznamnější divadelní scénou v Irsku je Abbey Theatre v Dublinu, první státní divadlo v anglicky mluvících zemích.

### Lidová kultura

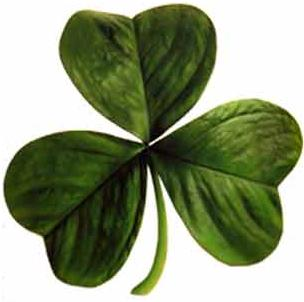
Symbolem sv. Patrika je trojlístek

Na počest svatého Patrika se každoročně 17. března slaví po celém světě Den svatého Patrika. Je to státní svátek nejen v Irsku, ale i v Severním Irsku, na ostrově Montserrat a v kanadské provincii Newfoundland a Labrador. V mnoha zemích po celém světě jsou jeho oslavy také oblíbené, ačkoli v nich nemá status oficiálního svátku. Největší oblibu má v USA, Kanadě a Austrálii, kde žije mnoho lidí irského původu, kteří se do těchto zemí začali ve větších počtech stěhovat po velkém irském hladomoru v 19. století, ale obzvlášť v posledních letech si získává oblibu i v Evropě. Lidé po celém světě ho slaví především hudbou, tancem a popíjením tmavého piva. Poznávacím znamením pro příznivce svatého pastýře, který přinesl do Irska křesťanství, je i zelený trojlístek. Lidé ho v den Patrikova svátku nosí namalovaný na obličeji nebo si jím zdobí oděv. Svatý Patrik s jeho pomocí prý pohanům vykládal problém nejsvětější trojice. Všeobecně je pro svatého Patrika i Irsko typická zelená barva, což se v den svatého Patrika projevuje zejména nošením zeleného oblečení. Lidé v tento den jedí různá speciálně připravená zelená jídla, např. těstoviny nebo zmrzlinu. Na zeleno se osvěcují i budovy, v americkém Chicagu dokonce obarvují zelenou barvou vodu v místní řece.

### Kuchyně

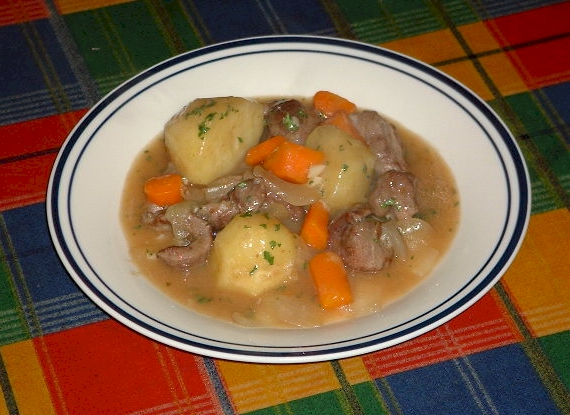
Irish stew

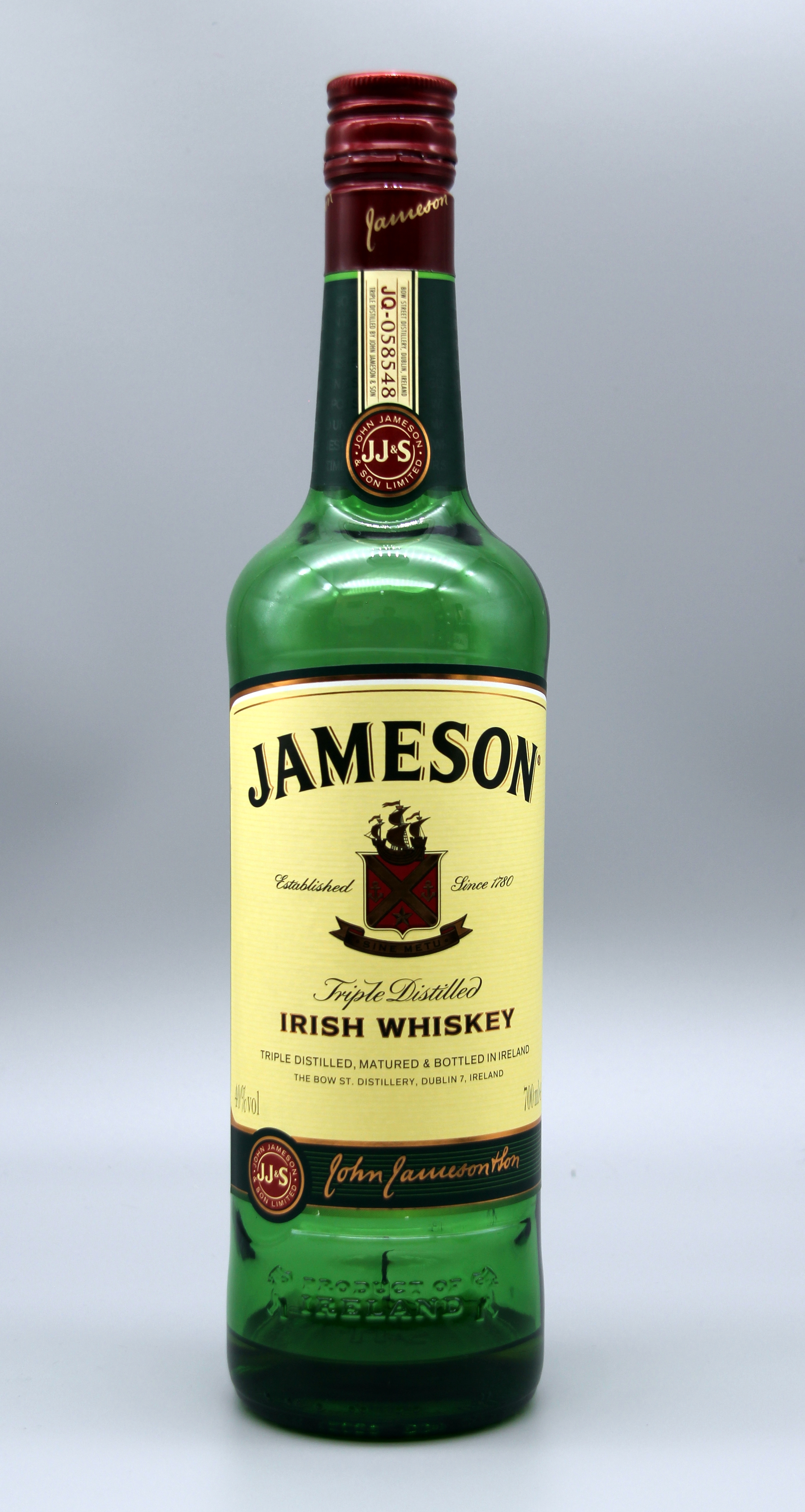
Nejprodávanější značka irské whiskey

Základní potravinou jsou brambory, které jsou součástí irské stravy od 17. století. Připravují se na všechny způsoby - opékané, šťouchané, česnekové nebo jako hranolky. Irským národním jídlem je Irish stew, dušená směs skopového masa, brambor, mrkve a cibule. Shephard’s pie je koláč z mletého skopového masa s vrstvou bramborové kaše posypané sýrem. Oblíbené je také Bacon and cabbage (irsky bágún agus cabáiste), jídlo ze slaniny vařené se zelím a bramborami. Jedí se též bramborové palačinky zvané boxty (irsky bacstaí). Šťouchané brambory s kapustou, máslem a mlékem se nazývají colcannon (irsky cál ceannann). Specifickým je též chléb zvaný soda farl (irsky arán sóide), při jehož výrobě se užívá jedlá soda místo kvasnic. Další oblíbenou potravinou jsou sýry, které se zde vyrábějí podle tradičních receptů. Známý je polotuhý plátkový sýr gubbeen. Irové ovlivnili světovou gastronomii zvláště v oblasti nápojů. Například svým pivem, kterého Irové vypijí téměř 250 milionů litrů piva ročně. Nejčastěji pijí stout (silné tmavé pivo s krémovou pěnou) a black velvet (kombinace tmavého piva stout a šampaňského). Irská pivní značka Guinness vyráběná v Dublinu je známá po celém světě. Neméně proslavená je irská whiskey (pozná se mimo jiné podle onoho "e" navíc, oproti whisky skotské a anglické). Je velmi pravděpodobné, že tento typ destilátu je irským vynálezem. Pravá irská whiskey je třikrát destilovaná a nemá kouřovou příchuť jako skotská. Jsou dva typy whiskey - sladová whiskey (malt whiskey) z ječmenného sladu a obilná whiskey (grain whiskey) z jiného druhu obilí a příměsí ječmenného sladu. Irská whiskey se stala nejoblíbenějším druhem pálenky i v Česku. K nejznámějším značkám irské whiskey patří Tullamore Dew a Jameson. Whiskey se přidává i do irské kávy, která se rovněž rozšířila do celého světa. Je součástí i irish cream, nápoje z whiskey, horké čokolády a smetany.

### Věda

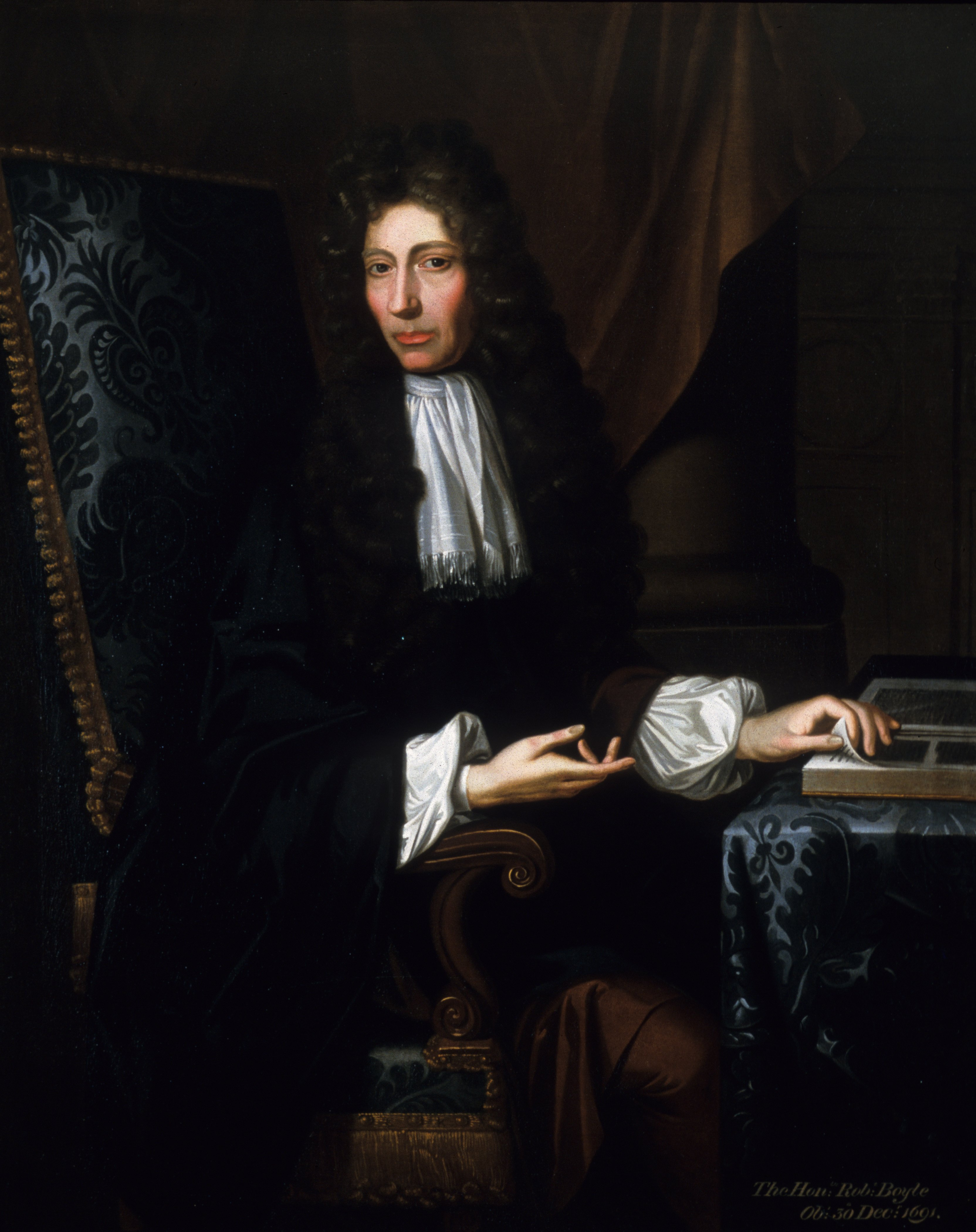
Chemik Robert Boyle

Nobelovu cenu za fyziku získal Ernest Thomas Sinton Walton, za fyziologii William C. Campbell. V Irsku se narodil William Thomson (lord Kelvin), po němž je pojmenována jednotka teploty Kelvin. Robert Boyle je často označován za prvního moderního chemika. Fyzik William Rowan Hamilton jako první popsal kvaterniony. Zakladatelem hydrodynamiky byl George Gabriel Stokes. Stupnice síly větru dodnes nese jméno Francise Beauforta. Hans Sloane založil Britské muzeum. Za Ira lze považovat i Charlese Algernon Parsonse, vynálezce přetlakové parní turbíny. Ve vývoji fyziky sehrál důležitou úlohu George Francis FitzGerald. Astronom Edward Sabine objevil souvislost mezi slunečními skvrnami a kolísáním magnetického pole Země. Objevitelkou pulsaru byla severoirská astronomka Jocelyn Bellová Burnellová. John Stewart Bell se zabývá kvantovou fyzikou a je autorem Bellova teorému. Fyzik John Tyndall popsal a vysvětlil Tyndallův jev, George Johnstone Stoney zavedl pojem elektron. Irské občanství získal i fyzik Erwin Schrödinger. Pokroky v krystalografii učinila Kathleen Lonsdaleová.
Nejslavnějšími filozofy jsou George Berkeley, Clive Staples Lewis a Edmund Burke. Během tzv. karolínské renesance sehrál velkou roli filozof Jan Scotus Eriugena. Otcem tzv. skotského osvícenství byl filozof Francis Hutcheson. Názorem, že v Bibli není nic mystického a křesťanství může být plně racionální, proslul protestantský filozof John Toland. Marxista John Desmond Bernal zavedl pojem vědecko-technická revoluce. Nejvýznamnějším irským ekonomem byl Francis Ysidro Edgeworth, u počátků politické ekonomie stál irský rodák Richard Cantillon.

### Sport

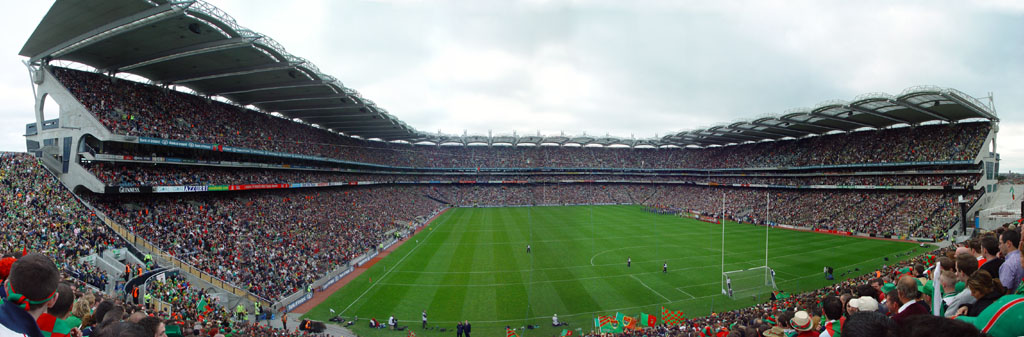
Croke Park, svatostánek galských sportů

K nejpopulárnějším sportům patří fotbal a rugby. Nejslavnějším (severo)irským fotbalistou byl George Best, držitel Zlatého míče z roku 1968. Jak fotbalisté, tak ragbisté došli na světových šampionátech nejdál do čtvrtfinále.
Specifická je v Irsku obliba tzv. galských sportů, které se popularitou vyrovnají fotbalu a rugby. Jde především o hurling (irsky iománaíocht nebo iomáint). Ten je považován za národní sport. Jde o míčovou hru s pálkami. Každoroční finále šampionátu v dublinském Croke Parku je vždy dlouho dopředu vyprodané (kapacita stadionu je 82 000 diváků) a prožívá ho celá země. Verze tohoto sportu pro ženy se nazývá camogie (camógaíocht). Druhým nejpopulárnějším galským sportem je galský fotbal. Je to jakási kombinace fotbalu a rugby. Navzdory značné pozornosti veřejnosti, galské sporty pěstují pravidlo amatérismu všech hráčů.

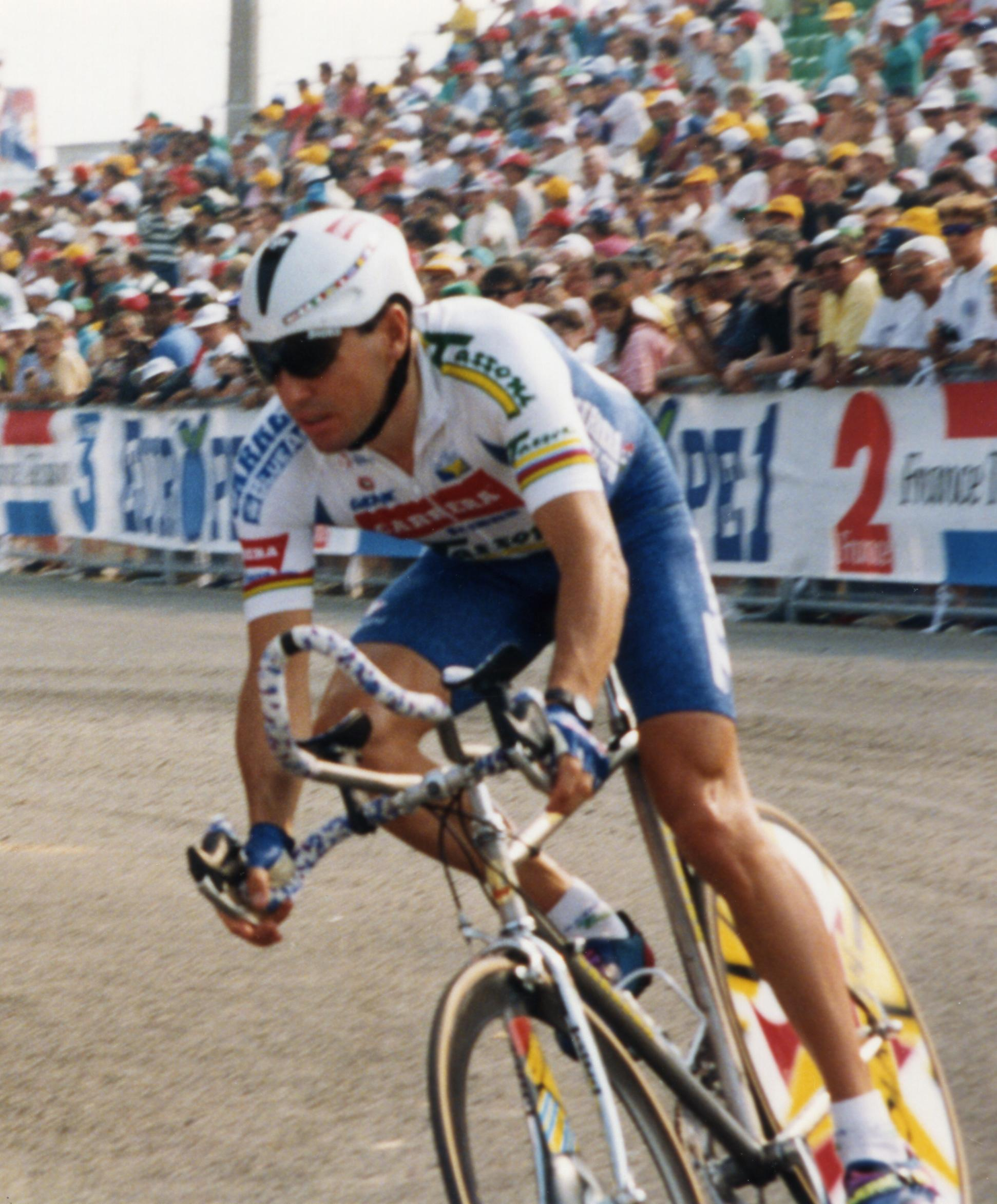
Stephen Roche

Dalším na kontinentě poměrně neobvyklým, v Irsku však mimořádně populárním sportem jsou chrtí dostihy. Také koňské dostihy jsou oblíbené, podobně jako na jiných britských ostrovech.
Irsko získalo deset zlatých olympijských medailí. Tři z nich má na svém kontě plavkyně Michelle Smithová, všechny získala na olympiádě v Atlantě roku 1996. Mezi válkami získal dvě zlaté kladivář Patrick O’Callaghan. Zbylé zlaté zařídili překážkář Bob Tisdall, běžec na středních tratích Ron Delany, boxeři Michael Carruth a Katie Taylorová a veslařské duo Fintan McCarthy a Paul O'Donovan. Navzdory tomu, že Irsko leží na severu Evropy, zimní sporty se v Irsku příliš neprovozují a irské výpravy na zimní olympijské hry jsou vždy málo početné, vůbec první irská výprava se zúčastnila olympiády v roce 1992.
Cyklista Stephen Roche vyhrál Tour de France i Giro d'Italia, Sean Kelly Vueltu. V zápasech smíšených bojových umění se prosadil Conor McGregor.